# Lyndon B. Johnson
Ne pas confondre avec le président américain Andrew Johnson (1808-1875).
Pour les articles homonymes, voir Johnson.
« LBJ » redirige ici. Pour les autres significations, voir LBJ (homonymie).
Lyndon Baines Johnson (prononcé : /lɪndən bi ˈdʒɑnsən/), également connu sous ses initiales LBJ, né le 27 août 1908 à Stonewall (Texas) et mort le 22 janvier 1973 à Johnson City (Texas), est un homme d'État américain. Membre du Parti démocrate, il est le 37e vice-président (1961-1963) puis le 36e président (1963-1969) des États-Unis.
Enseignant de profession, il est  représentant des États-Unis pour le Texas de 1937 à 1949 et sénateur fédéral de 1949 à 1961, avec six ans passés en tant que chef de la majorité du Sénat et deux ans en tant que whip de la majorité démocrate.
Après avoir tenté d'obtenir l'investiture présidentielle du Parti démocrate, il accepte d'être le colistier de John Fitzgerald Kennedy à l'élection présidentielle de 1960, le ticket l'emportant de justesse face à celui mené par le républicain Richard Nixon.
En cette qualité, il accède à la présidence le jour de l'assassinat de Kennedy, prêtant serment dans un avion au côté de Jacqueline Kennedy. Il termine le mandat de son prédécesseur, puis remporte largement l'élection présidentielle de 1964 face au républicain Barry Goldwater.
Sa présidence est marquée par de violentes émeutes raciales et des assassinats politiques, notamment ceux de Malcolm X, Martin Luther King et Robert Francis Kennedy. Il conçoit le programme politique de « Grande société », qui comprend des lois soutenant les droits civiques des minorités (il signe le Voting Rights Act en 1965), la radiodiffusion publique, la protection de l'environnement, l'aide à l'éducation. Il lance un programme de « guerre contre la pauvreté », créant  le Medicare et le Medicaid.
Sa popularité chute de façon continue en raison de sa décision de renforcer l'implication américaine dans la guerre du Viêt Nam et de sujets intérieurs comme les émeutes raciales ou la hausse des impôts fédéraux. Alors qu'il est éligible à un troisième mandat, il retire sa candidature après avoir été mis en difficulté aux primaires démocrates en vue de l’élection présidentielle de 1968, qui est remportée par Richard Nixon face au vice-président Hubert Humphrey.
Affaibli par une santé déclinante, il se retire dans son ranch de Johnson City et ne prend guère plus part au débat public. Il meurt des suites d'une énième crise cardiaque, à l'âge de 64 ans, quatre années après son départ de la Maison-Blanche.
L'opinion publique et les évaluations de l'action de Johnson ont beaucoup fluctué : si un certain nombre d'historiens tirent un bilan favorable de sa présidence du fait des réformes qu'il a su réaliser en politique intérieure, les échecs de sa politique étrangère lui sont reprochés. Son comportement dominateur est resté célèbre, notamment son fameux « traitement Johnson », par lequel il s'imposait physiquement à ses interlocuteurs  et dont il a souvent abusé, même face aux plus influents hommes politiques, pour les forcer à accepter ses projets,.

## Situation personnelle

### Origines familiales, jeunesse et études

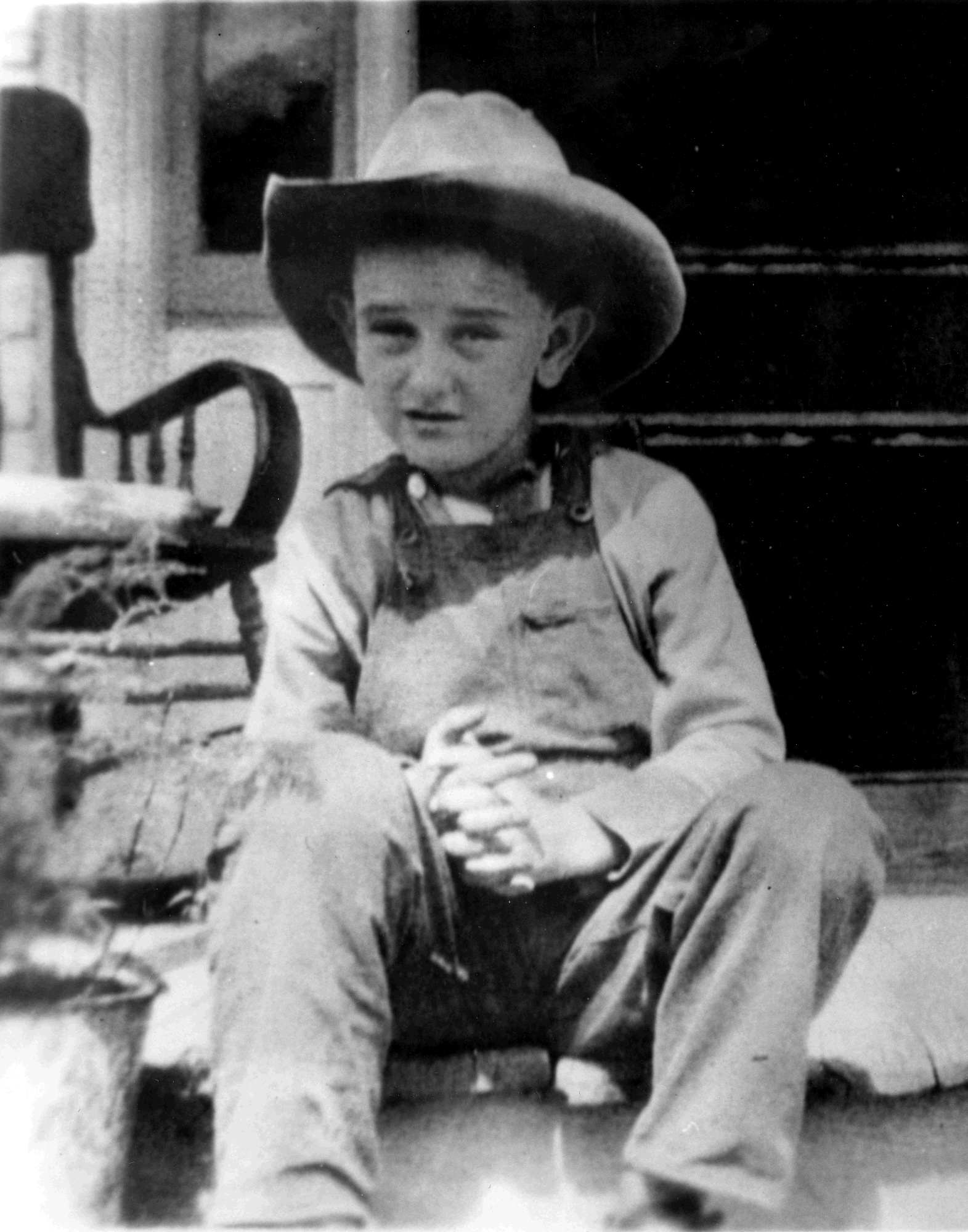
Photographie de Lyndon Johnson en 1915 dans la maison familiale de Texas Hill Country près de Stonewall et Johnson City.

Lyndon Baines Johnson naît le 27 août 1908 à Stonewall dans le comté de Gillespie situé au centre du Texas, dans une ferme près de la rivière Pedernales, mis au monde avec l'aide d'une sage-femme d'origine allemande que son grand-père paternel Samuel Ealy Johnson Sr. (en) était allé chercher à cheval. Son père, Samuel Ealy Johnson Jr. (en), dont la famille est d'ascendance écossaise-irlandaise et anglaise, épouse en le 20 août 1907 sa mère Rebekah Baines, dont la famille a des origines anglaises et allemandes. Au cours de la cérémonie, la tante de son père résuma le sens de cette union, phrase qui aura beaucoup d'incidence sur la vie de son petit-neveu : 
«  Les Baines ont des cerveaux et les Johnson des tripes. Les Baines sont intelligents mais ils ne réussissent pas à faire les choses. Les Johnson, eux, y parviennent.  »
 Ses parents sont fermiers et son père également homme d'affaires, ayant même été un temps instituteur. Avant le mariage, sa mère fut bibliothécaire et enseignante. Son grand-père maternel Joseph Wilson Baines (en), qu'il n'a pas connu, était à la fois professeur de droit et avocat et avait servi dans l'armée confédérée pendant la guerre de Sécession. Il est l'aîné d'une fratrie de cinq enfants, avec un jeune frère Sam Houston Johnson (en) (1914-1978) et trois sœurs, Rebekah (1910-1978), Josefa (1912-1961) et Lucia (1916-1997) et lui-même. Comme la plupart des fermiers texans, les parents de Lyndon ont des revenus modestes. Son père devra même vendre la ferme à cause de l'épuisement des terres. Son père est également actif dans la vie politique locale, membre du parti dominant de l'époque dans le Sud, à savoir le Parti démocrate.
En 1913, les Johnson s'installent dans une bourgade nommée en l'honneur d'un cousin de son père dénommé James Polk Johnson, Johnson City,. Lyndon fréquente l’école publique où il sera plusieurs fois élu président de sa classe. Il y vénère sa maîtresse, Katie Deadrich Looney, qu'il remerciera comme président en l'invitant à assister à la signature de la loi sur l'enseignement supérieur de 1965. Il est également membre de l'équipe de baseball de l'école. Il fréquente beaucoup de Germano-Américains, très présents dans la région, bien plus que des Afro-Américains ou des Latino-Américains. Sa mère profite du déménagement pour reprendre son métier d'enseignante. Son père lui, renoue avec les affaires et investit dans l'immobilier. Cependant, Sam perdra à nouveau beaucoup d'argent pendant l'entre-deux-guerres. Lyndon obtient son diplôme de fin d’études secondaires en 1924 au lycée de Johnson City. Dès l'époque du lycée, il excelle dans la prise de parole et dans la rhétorique. Pendant sa jeunesse, son père l'initie également à la politique en l'introduisant auprès des principaux leaders texans. Les dernières années de sa scolarité sont plus chaotiques, y compris sur le plan sentimental, sa petite amie et camarade de classe de l'époque Kitty Clide ayant rompu avec lui sur l'insistance du père fortuné qui méprisait les Johnson.
En novembre 1924, malgré le refus de ses parents, il quitte le domicile familial avec quelques amis et se rend en Californie. Il devient secrétaire au cabinet d'avocats de son cousin Tom Martin, qui a réussi à convaincre ses parents. Il quitte le cabinet un an plus tard à la suite des problèmes d'alcoolisme de son cousin mais aussi parce qu'il refusait la perspective de longues études pour devenir avocat dans le Nevada.
En février 1927, il décide d'entrer à l'université. Il s'inscrit à l'université d'État du Texas, qui est alors la moins onéreuse de l'État. Il commence les cours le mois suivant, à l'occasion du deuxième semestre, après avoir validé toutes les matières qui lui manquaient pour y entrer. Il obtient une licence en 1930, ce qui sera son seul diplôme. En parallèle de ses études, il devient le secrétaire du président de l'université puis chargé de nettoyage. Il participe également à la vie du campus, animant le journal de l'université. En 1928, il assiste à la convention du Parti démocrate (en) qui se tient à Houston. Entre 1928 et 1929, il enseigne à Cotulla où il est le seul professeur et dirige l'école primaire de la ville. À l'époque, les trois quarts des habitants sont des Mexicains. Lyndon est touché par la précarité des enfants qu'il accueille à l'école et va faire preuve de beaucoup d'inventivité pour transmettre et apprendre l'anglais à ces enfants. Cette courte expérience aura une incidence très importante sur sa vie politique et sur ses conceptions sociales et éducatives.

### Vie privée
En septembre 1934, Johnson rencontre Claudia Alta Taylor, connue sous le surnom de Lady Bird, une jeune Texane elle aussi, à laquelle il propose immédiatement un rendez-vous. Ils se marient le 17 novembre 1934 à San Antonio après s'être fréquentés pendant une courte période, en l'absence des parents des mariés. Le voyage de noces se déroule à Mexico, avant le retour à Washington. Ils ont deux filles, Lynda Bird Johnson (en), présidente de l'organisme Reading is Fundamental, née le 19 mars 1944 et Luci Baines Johnson (en), née le 2 juillet 1947. On peut remarquer que Johnson aimait bien donner ses initiales à de nombreuses choses. Les prénoms de ses filles en sont un exemple. Malgré ce mariage heureux, Johnson a de nombreuses relations adultérines, en particulier avec son assistante Alice Marsh.
Il est initié à la franc-maçonnerie le 30 octobre 1937 à la loge maçonnique de Johnson City, mais il ne va pas au bout de son initiation. Il s'aperçoit peu de temps après que ses tâches au Congrès lui prennent trop de temps et il ne cherchera pas à s’élever dans la hiérarchie maçonnique. Il n'est pas considéré comme ayant appartenu à la franc-maçonnerie.

## Débuts de carrière politique
Juste après son diplôme, Johnson enseigne la prise de parole en public et l'art de la rhétorique dans un lycée de Houston, mais démissionne cependant rapidement pour se lancer en politique. Le père de Johnson avait été élu pour cinq mandats à la législature d'État du Texas et était l'ami du représentant Sam Rayburn, l'une des figures montantes de la politique texane.
Ses premiers pas en politiques ont lieu lors d'un meeting en 1930 pour la campagne de réélection du gouverneur Pat Morris Neff (en), son père l'ayant introduit auprès de lui. La réunion s'éternisant, le gouverneur ayant du retard, Johnson est invité à prononcer un discours au nom du gouverneur. Repéré par le futur représentant fédéral Richard M. Kleberg (en) présent au meeting, il devient son secrétaire après l'élection de Kleberg lors d'une élection partielle. Il mène également efficacement campagne contre le sénateur local Willy K. Hopkins. Le 4 décembre 1931, Lyndon Johnson arrive à Washington. Il ne quittera plus la ville jusqu'à son départ de la Maison-Blanche en 1969.
En tant que secrétaire parlementaire, Lyndon B. Johnson se lie avec des personnes influentes, découvre comment elles en sont arrivées là et gagne leur respect grâce à ses compétences. Pendant la période, il travaille de 7 heures 30 à 20 heures et même parfois plus tard, ce qui lui permet de connaître toutes les arcanes et les mécanismes du Congrès. L'efficacité du travail fourni par Johnson fait que les habitants de la circonscription de Kleberg est celle qui bénéficie du plus des différentes politiques du New Deal au niveau fédéral en 1934. Il compte bientôt parmi ses amis des proches du président Franklin Delano Roosevelt, mais aussi des Texans comme lui, parmi lesquels le vice-président John Nance Garner ou le futur président de la Chambre Sam Rayburn, qui deviendra son mentor en politique. Il est même repéré par le président Franklin Delano Roosevelt en personne, qui le nomme en 1935 directeur d’une agence de l’État du Texas chargée de la jeunesse. Ce poste lui permet de proposer des formations et des emplois à des jeunes et donc de montrer aux électeurs texans qu’il a de l’influence. Fin 1936, Johnson est le seul directeur d'agence à avoir accompli les objectifs fixés par le gouvernement fédéral. Il menace tout de même de démissionner lorsqu'on lui suggère d'engager des Afro-Américains au sein de l'agence, justifiant son refus par le fait que cela conduirait à une démission de tous les fonctionnaires. Néanmoins, cet épisode illustrait bien le caractère sudiste du futur président. En coulisses néanmoins, il fait tout son possible pour leur avancement, craignant que la mentalité sudiste ne mette en péril tous ses efforts. Il reste directeur pendant deux ans, puis quitte son poste pour se présenter au Congrès. Le futur président est connu pour être un patron très exigeant avec ses employés, leur demandant de nombreuses heures supplémentaires ; toutefois, il en fait autant, sinon plus, lui-même.

## Représentant fédéral pour le Texas (1937-1949)

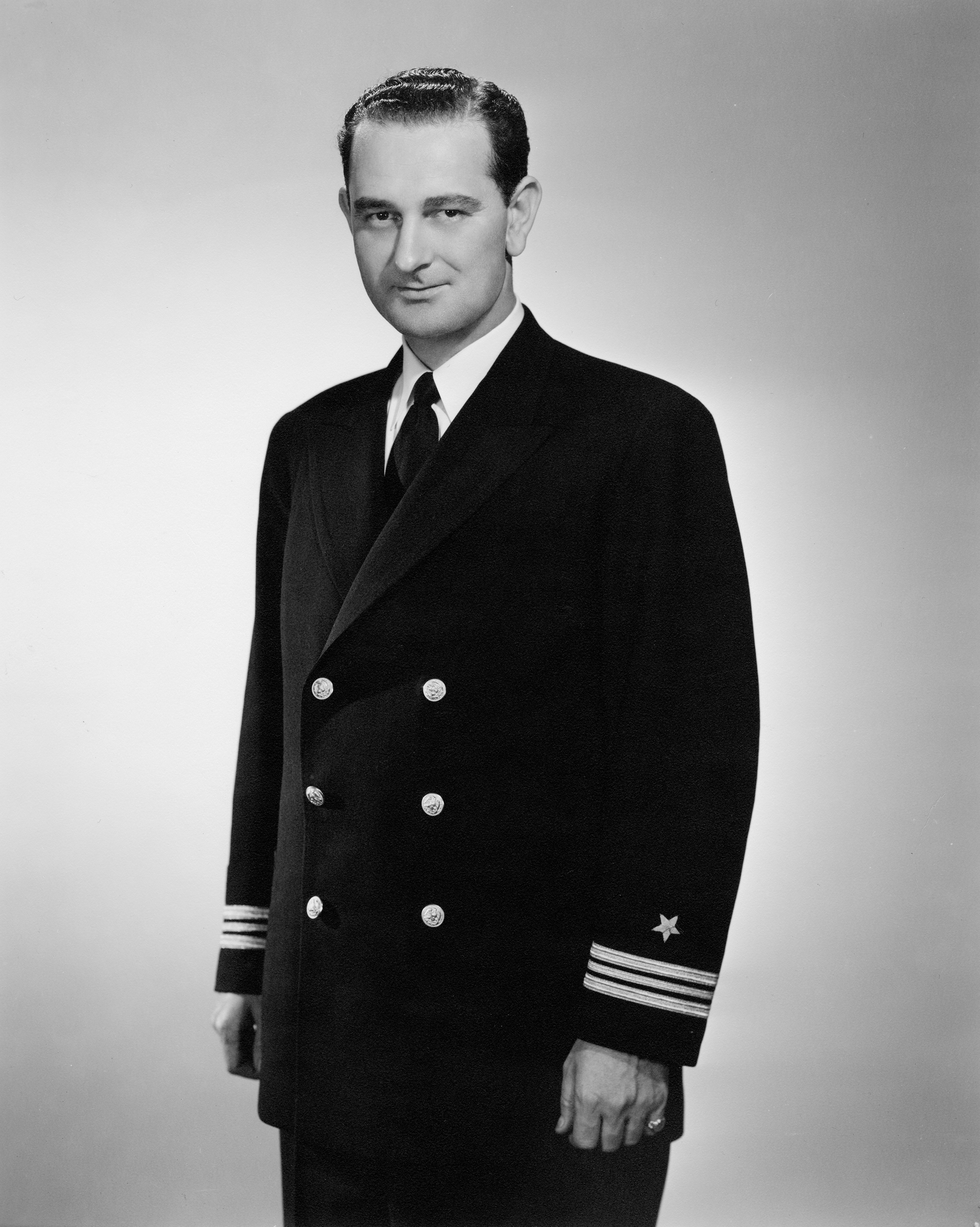
Portrait de Lyndon B. Johnson en uniforme de l'US Navy, mars 1942.

En 1937, Johnson se présente à la Chambre des représentants à l'élection partielle pour élire le représentant du 10e district du Texas, soit la circonscription d'Austin et du comté de Hill, à la suite du décès du représentant James P. Buchanan. Il base sa campagne sur le principe du New Deal et est aidé efficacement par sa femme, Lady Bird Johnson. Il bénéficie également du soutien discret du gouverneur James Allred. Lors de la dernière soirée de campagne, il est victime d'une crise d'appendicite causée par ses nombreux déplacements pendant la campagne, au point d'avoir perdu une vingtaine de kilos, et opéré en urgence. C'est le premier grave problème de santé auquel Johnson est confronté, bien avant de devenir sénateur.
Le président Franklin Delano Roosevelt montre un intérêt personnel pour le jeune Texan dès son élection. Johnson est affecté au Comité des affaires navales, position d'une grande importance pour un jeune élu. Néanmoins, le tout nouveau représentant n'est pas très intéressé par le travail législatif, préférant cultiver ses réseaux au Texas et à Washington. Cela ne l'empêche pas d'obtenir que de vastes chantiers de travaux publics soient conduits dans son État et dans sa circonscription. Il constitue son cabinet à la manière dont fonctionnait celui de Kleberg. Parmi les membres de son cabinet figurent le jeune John Bowden Connally, brillant juriste qui deviendra gouverneur du Texas dans les années 1960 et dont Johnson devint le mentor et Walter Jenkins (en), futur chef de cabinet de la Maison-Blanche.
En 1941, Johnson se présente au Sénat dans une élection partielle (en) contre le gouverneur sortant du Texas Wilbert Lee O'Daniel, par ailleurs farouche opposant au New Deal et qui avait promis à Johnson de ne pas se présenter contre lui. Il tombe à nouveau malade pendant la campagne, officiellement admis à l'hôpital pour indigestion alors même qu'il était dépressif à cause de la tournure prise par la campagne. Malgré une campagne extrêmement rôdée, Johnson est battu, mais seulement après un recomptage de bulletins de vote dans une élection marquée par des fraudes massives de part et d’autre. Le lendemain de sa défaite, il est accueilli à la Maison-Blanche par les Roosevelt qui peinent à le relever. Il se décide à rester à la Chambre en attendant d'acquérir plus d'expérience pour le Sénat. La même année, il présente sa première proposition de loi à la Chambre. Au total, il n'en présenta que cinq pendant ses onze années de mandat.

Lorsque survient l'attaque de Pearl Harbor, Roosevelt réagit en déclarant la guerre à l'empire du Japon. Dans le même temps, il enjoint tous les membres du Congrès à gagner leurs centres de mobilisation sans tarder. Johnson ayant déclaré au cours de la campagne électorale qu'il servirait son pays en cas de conflit, il s'engage dans la marine de réserve avec le grade de lieutenant commander (ou de major) correspondant à son statut d'élu. Il obtient de l'amiral Chester Nimitz une mission de contrôle des bases navales du Texas et de la Californie. Pendant cette mission, il envisage une nouvelle candidature au Sénat mais les équipes du président Roosevelt parviennent à l'en dissuader. Il se déclare alors candidat à un nouveau mandat à la Chambre, comme l'oblige la loi. Le président Roosevelt décide de son affectation pour rester sur les opérations militaires. Il participe ainsi en observateur à la campagne de Nouvelle-Guinée dans le cadre de la guerre du Pacifique et sera décoré de la Silver Star par le général Douglas McArthur à la suite d'un accident d'avion qui coûta la vie à une partie de l'équipage. Le 9 juillet 1942, il est déchargé de ses obligations militaires comme tous les autres membres du Congrès sur décision du président Roosevelt et décide de revenir à la vie civile. Sa mission dans le Pacifique fut largement embellie par la suite, y compris par Johnson lui-même pour sa carrière politique. L'un de ses biographes, Robert Dallek, juge sa courte mission dans le Pacifique de la façon suivante : 
« The mission was a temporary exposure to danger calculated to satisfy Johnson's personal and political wishes, but it also represented a genuine effort on his part, however misplaced, to improve the lot of America's fighting men. »
« La mission était une exposition temporaire à un danger destiné à satisfaire les désirs personnels et politiques de Johnson, mais elle représentait aussi un véritable effort de sa part, si mal placé soit-il, pour améliorer le sort des combattants américains. »
 Il est réélu aux élections de mi-mandat pour un nouveau mandat au Congrès. À la suite de sa mission, il est affecté à la tête du sous-comité aux affaires navales, dans des travaux similaires à ceux de la commission sénatoriale.
En février 1943, sa femme rachète une station de radio locale texane située à Austin, qu'il utilisa abondamment pour sa carrière politique. Dix ans plus tard, une chaîne de télévision associée à la station radio sera créée. Quelques mois plus tôt, les Johnson achètent leur maison à Washington grâce à l'héritage d'une tante de Claudia.
Affecté par le décès du président Roosevelt, il opère un changement profond dans sa pratique politique au début du Maccarthysme  face à la désaffection pour le nouveau président Harry S. Truman.

## Sénateur et chef des démocrates (1949-1961)
En 1948, le tiers du Sénat doit être renouvelé. Johnson apprend que le sénateur Wilbert Lee O'Daniel, qui fut son adversaire sept ans plus tôt, renonçait à se présenter, étant totalement déconsidéré par les électeurs texans à cause de ses frasques à Washington. Après avoir hésité, Johnson décide de rentrer dans la course.

### Campagne de 1948
Son équipe de campagne est encore plus rôdée qu'en 1941, tandis que lui-même bénéficie d'importants soutiens financiers et de personnalités. Il devient le premier candidat à utiliser un hélicoptère pour mener campagne. Son adversaire est l'ancien gouverneur Coke Stevenson, qui dispose d'un réseau très important dans son État. Comme en 1941, la campagne porte principalement sur le maintien ou non des politiques du New Deal. Stevenson n'a d'ailleurs pas de véritable programme, ce qui ne l'empêche pas d'être en tête des intentions de vote pour la primaire démocrate. En mai 1948, comme sept ans plus tôt, Johnson tombe à nouveau malade. Le diagnostic est sans appel : les médecins décèlent un calcul rénal, lui-même provoquant des coliques néphrétiques et même une infection. Johnson refuse l'opération et termine la campagne aidé par des injections de morphine. Il finit malgré tout par être hospitalisé en urgence à Dallas, mais parvient à cacher l'information. Il est également hospitalisé dans le Minnesota où les médecins parviennent à extraire le calcul sans opération, ce qui constituait une prouesse à l'époque. C'est à partir de là qu'il utilise massivement l'hélicoptère pour les besoins de sa campagne, principalement dans les comtés ruraux de l'État.
Le soir du premier tour de la primaire, Johnson arrive deuxième avec 30 % des suffrages contre 40 % à Stevenson. La campagne pour le second tour de la primaire confirme sa mue vers le conservatisme, notamment sur la politique intérieure du président Truman. Johnson n'hésite pas à attaquer frontalement son adversaire sur ses positions, notamment sur son soutien à la loi Taft-Hartley — Johnson avait cependant voté pour à la Chambre — et au maintien de la ségrégation raciale. Comme en 1941, le scrutin est marqué par les erreurs et une fraude électorale importante. Après trois dépouillements, Johnson est déclaré vainqueur de la primaire par 87 voix d'avance. L'espacement des dépouillements maintint l'espoir dans le camp de Johnson, qui pouvait estimer le nombre de voix manquantes pour l'emporter. Stevenson fit de nombreux recours qui furent tous rejetés par la Cour suprême, et le résultat de la primaire fut validé définitivement le 1er janvier 1949, soit deux jours avant l'investiture des nouveaux sénateurs. Johnson est largement élu lors de l'Election Day le 2 novembre 1948. Il accompagne le président Truman dans sa campagne pour l'élection présidentielle, ce qui lui permet de se montrer auprès des électeurs. Il arrive au Sénat avec le surnom de « Lanslide Johnson » (glissement de terrain), qu'il assuma malgré les critiques.

### Mandature

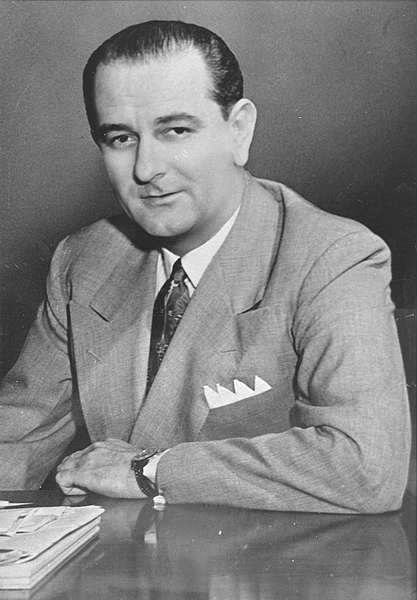
Le sénateur Lyndon Johnson dans les années 1950.

Johnson commence son mandat au Sénat le 3 janvier 1949. Comme à la Chambre, il cherche à connaître et cerner toutes les arcanes de la chambre haute. Lui-même texan mais désireux d'acquérir une stature, il comprend vite qu'il doit se rapprocher des démocrates sudistes, en particulier de Richard Brevard Russell, Jr., l'influent sénateur de Géorgie. Il n'hésite pas non plus à se rapprocher d'hommes plus libéraux.
Affecté à la commission des forces armées, il est à l'origine de la création d'un sous-comité chargé de la préparation militaire à d'éventuels conflits armés, dont il prend la tête en 1950. Il est également affecté à la commission chargée du commerce, ce qui lui permet de conserver de solides liens avec les pétroliers texans. Cependant, très vite, Johnson se voit confronté à un dilemme. Le programme législatif proposé au Congrès était essentiellement tiré du Fair Deal, programme défendu par Truman pendant l'élection présidentielle et dans son discours sur l'état de l'Union deux jours après la rentrée parlementaire. Le principal point d'opposition entre les sénateurs démocrates et le président est celui de l'obstruction parlementaire (filibuster en anglais) dont abusent en particulier les démocrates sudistes. Dans son premier discours de sénateur, Johnson expose son refus de soutenir le programme législatif du président, même seulement au nom des droits des États, vieille querelle depuis la fin du XVIIIe siècle. Son discours est très mal reçu auprès de la National Association for the Advancement of Colored People, en particulier au Texas. Pendant ses premières années au Sénat, il affirme son ambiguïté politique.
Johnson travaille énormément à partir du déclenchement de la guerre de Corée, qu'il approuve personnellement, au point de faire fonctionner le sous-comité de la préparation militaire même lorsque le Sénat n'est pas en session. Il va même jusqu'à fournir des documents au président Truman qui vont lui permettre de renvoyer le général MacArthur. En janvier 1951, il est récompensé en devenant le whip (chef de file) du groupe démocrate. Johnson se sert alors de cette fonction pour renouer le lien avec les démocrates libéraux et pour se détacher quelque peu de l'influence des sudistes. Lors du renouvellement du Sénat en 1952, le chef de file des démocrates Ernest McFarland est battu par le républicain Barry Goldwater. Johnson est ainsi choisi par ses pairs pour lui succéder à partir du 3 janvier 1953. Cependant, les démocrates perdent aussi la majorité dans les deux chambres du Congrès dans le sillage de l'élection de Dwight D. Eisenhower comme président. Même le Texas vote majoritairement pour les républicains.
Durant le passage dans la minorité, Johnson tire profit de la situation en plaçant dans les différents comités les sénateurs non pas en fonction de leurs convictions politiques, mais justement pour éviter les tensions au sein même du groupe démocrate. Il sort de son chapeau une vieille règle oubliée, celle du « consentement unanime », qui nécessite que le groupe démocrate ne présente que des projets de loi adoptés par au moins 90 % du comité de direction du groupe. Il est à l'origine de la télédiffusion des affrontements interposés entre Joseph McCarthy et l'armée qui aboutiront à la disgrâce du sénateur et la fin du maccarthysme. Entre juillet 1955 et janvier 1956, il est absent de Washington, car victime d'une crise cardiaque sévère. Confronté aux débuts du mouvement pour les droits civiques, il comprend que la clé pour mettre d'accord les républicains et les démocrates est la question du droit de vote. Il vote en faveur du Civil Rights Act de 1957.

### Campagne présidentielle de 1960 et réélection sénatoriale
Le succès de Johnson au Sénat fait de lui un candidat démocrate potentiel pour la présidentielle de 1956, il est le « fils préféré » du Texas lors de la convention nationale du parti de cette année. Le républicain Eisenhower sera réélu.
En 1960, Johnson forme une coalition appelée Stop Kennedy avec Adlai Stevenson, Stuart Symington, et Hubert Humphrey et obtient 409 voix lors la convention démocrate, mais John Fitzgerald Kennedy, le sénateur du Massachusetts, est élu dès le premier tour de scrutin avec 806 voix de délégués. Il avait déclaré sa candidature à peine une semaine avant la convention, ce qui fut préjudiciable.
Néanmoins, Kennedy se rend compte qu'il ne pourra pas être élu sans l'appui des démocrates du sud traditionnel, dont la plupart ont soutenu Johnson. Par conséquent, malgré leur rivalité il prend Johnson comme colistier et candidat à la vice-présidence. Robert Francis Kennedy tenta de dissuader Johnson, qu'il méprisait depuis plusieurs années, en l'accusant de chantage pour obtenir la vice-présidence. John dut intervenir pour mettre fin à la discussion.
En même temps qu'il concourait pour obtenir la vice-présidence, Johnson cherchait à gagner un troisième mandat au Sénat. Il l'emporta sur les deux tableaux le 5 novembre 1960 (il avait changé la loi du Texas pour pouvoir se présenter aux deux postes). Ayant gagné la vice-présidence, il démissionna du Sénat, comme il était tenu de le faire, le 3 janvier 1961.

## Vice-présidence (1961-1963)

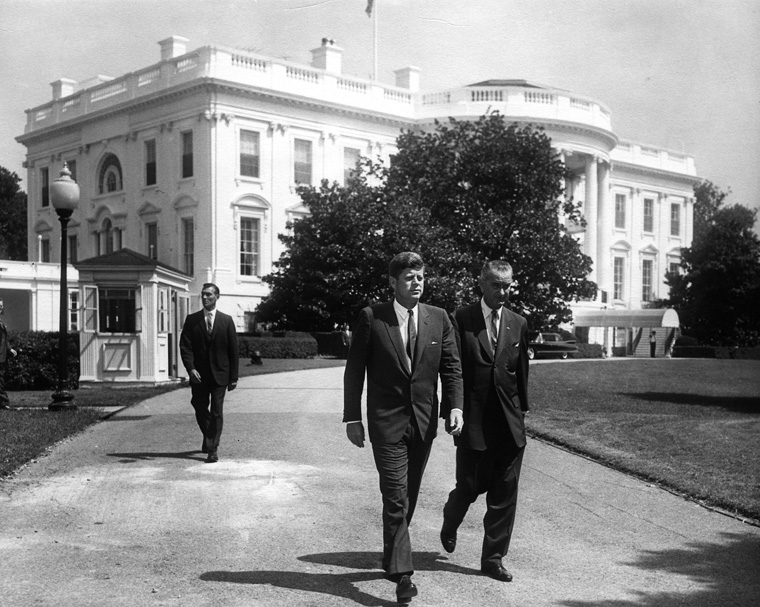
Lyndon B. Johnson et John F. Kennedy peu avant une cérémonie pour l'établissement du timbre commémoratif d’indemnisation des accidentés du travail le 31 août 1961 à Washington.

Après l'élection et l'investiture, Johnson se retrouve sans pouvoir. Il tente d'abord de transférer l'autorité du chef de la majorité du Sénat à la vice-présidence, puisque cette charge faisait de lui le Président du Sénat, mais fait face à une opposition véhémente de la part de la coalition démocrate, y compris ceux sur lesquels il avait compté comme ses partisans.
Johnson chercha à accroître son influence au sein du pouvoir exécutif. Il tenta d'obtenir de Kennedy de pouvoir suivre étroitement les activités gouvernementales et d'être activement associé aux agences gouvernementales dans l'exercice de sa mission. Néanmoins, Kennedy ne lui accorda qu'un droit de regard en réponse à sa demande. De même, Kennedy a refusé les demandes de Johnson d'obtenir un bureau au sein de la Maison-Blanche et de pouvoir constituer une équipe autour de lui. Malgré tout, Johnson peut conserver ses bureaux au Sénat, dont il préside les séances en sa qualité de vice-président. Les limites de son influence furent encore mises en relief plus tard cette année-là quand Kennedy nomma Sarah T. Hughes (en), une amie de Johnson, comme juge fédéral de la magistrature ; alors que Johnson avait échoué à obtenir cette nomination pour Hughes au début de sa vice-présidence, le président de la Chambre Sam Rayburn venait de la marchander avec Kennedy, en échange de son soutien sur une loi.

Kennedy s'efforce de garder Johnson occupé, informé, et souvent présent à la Maison-Blanche, mais certains de ses conseillers et des membres de la famille Kennedy sont dédaigneux envers lui. Le président déclare même auprès de ses équipes à propos de son vice-président : 
« I can't afford to have my vice president, who knows every reporter in Washington, going around saying we're all screwed up, so we're going to keep him happy. »
« Je ne peux pas me permettre que mon vice-président, qui connaît tous les journalistes de Washington, se promène en disant qu’on est tous foutus, alors on va le garder occupé. »
 Kennedy le nomme à des postes tels que chef du Comité du président sur l'égalité des chances au travail, ce qui permet à Johnson de s'occuper des Afro-Américains et des autres minorités. Bien que Kennedy puisse avoir eu l'intention que cela soit pour Johnson une position plutôt symbolique, Taylor Branch dans le Pillar of Fire affirme que Johnson contribua à pousser les actions de l'administration Kennedy pour les droits civiques plus loin et plus vite que Kennedy ne l'avait prévu au départ. Branch note l'ironie que Johnson, sur lequel la famille Kennedy comptait pour apaiser les électeurs conservateurs du sud, soit devenu l'avocat des droits civiques. En particulier, il constate que le discours de Johnson lors du Memorial Day de 1963 à Gettysburg, en Pennsylvanie, fut un catalyseur qui conduisit à plus d'action. Johnson s'éloigna définitivement des ségrégationnistes à l'automne 1962, déçu du manque d'avancement pour les Afro-Américains que le comité a aidé. Kennedy donna également à Johnson le contrôle de toutes les nominations présidentielles impliquant le Texas, et le nomma président du Comité spécial du président pour la science.

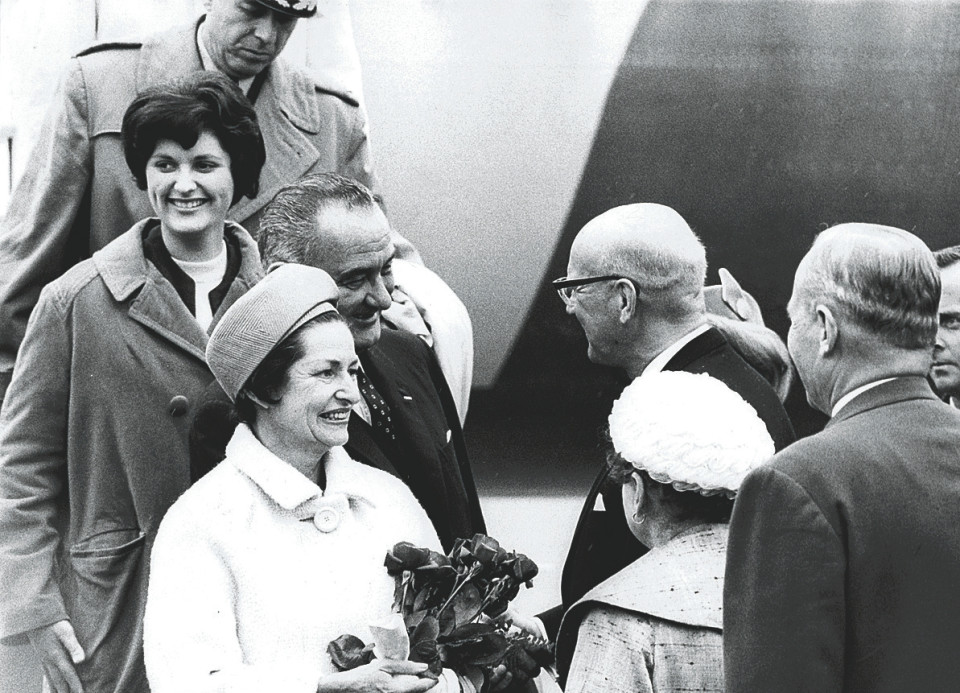
Visite du couple Johnson en Finlande en septembre 1963, en compagnie du président Urho Kekkonen.

Johnson s'occupe de nombreuses missions diplomatiques mineures, ce qui ne lui donne qu'un aperçu limité des questions internationales. Il lui est permis de suivre les réunions du Cabinet et du Conseil de sécurité nationale. Lorsqu'en avril 1961, les Soviétiques battent les États-Unis pour mener le premier vol spatial habité, Kennedy charge Johnson de trouver une prouesse scientifique qui pourrait rétablir la prédominance mondiale des États-Unis[citation nécessaire]. Johnson savait que le programme Apollo et l'élargissement de la NASA étaient réalisables, il guide donc la recommandation vers le programme de l'envoi d'un Américain sur la Lune. Kennedy a donné la priorité au programme spatial, mais la nomination de Johnson a fourni une couverture potentielle en cas d’échec.
Le vice-président Johnson est complètement tenu à l'écart des opérations lors de la crise des missiles de Cuba en 1962, ne s'exprimant pas au Conseil de sécurité nationale. Il effectue néanmoins onze voyages à l'étranger au cours de son mandat.
En août 1963, Johnson est touché par un scandale au Sénat quand Bobby Baker (en), le secrétaire de la majorité au Sénat, un protégé de Johnson, fait l'objet d'une enquête par le Comité d'éthique du Sénat pour des allégations de corruption et malfaisance financière. Baker démissionne en octobre et l'enquête s'arrête avant de toucher Johnson. Mais la publicité négative de l'affaire fut telle qu'elle alimenta des rumeurs dans les milieux de Washington selon lesquelles Kennedy avait pris la décision de rayer Johnson du ticket démocrate pour l'élection présidentielle de 1964. Le 31 octobre 1963, Kennedy nie cependant que ce soit le cas devant un journaliste. D'ailleurs, John et Robert Kennedy s'accordent bien sur le fait que si Johnson était écarté du ticket présidentiel, le risque de perdre le Sud était très important. Johnson lui, accuse Robert, alors procureur général, de l'espionner. Le vice-président se sent impuissant, mais prépare un évènement important : le voyage du président au Texas, prévu à l'automne 1963. Cependant, un évènement inattendu se produit. Le président Kennedy est assassiné à Dallas le 22 novembre 1963, devenant le premier président assassiné depuis William McKinley en 1901.

## Président des États-Unis (1963-1969)
Lorsque Lyndon Johnson prend la présidence à la suite du décès de John F. Kennedy, la situation intérieure et internationale est très bonne. L'économie américaine se porte bien, le chômage est faible (hormis pour les Afro-Américains) tandis que la Détente s'est installée avec l'Union soviétique. Il se consacre dans un premier temps uniquement à la politique intérieure. Cependant, le tournant de sa présidence intervient très tôt avec un évènement qui va catalyser une grande partie de son temps : l'intensification de la guerre au Vietnam.

### Investiture et transition

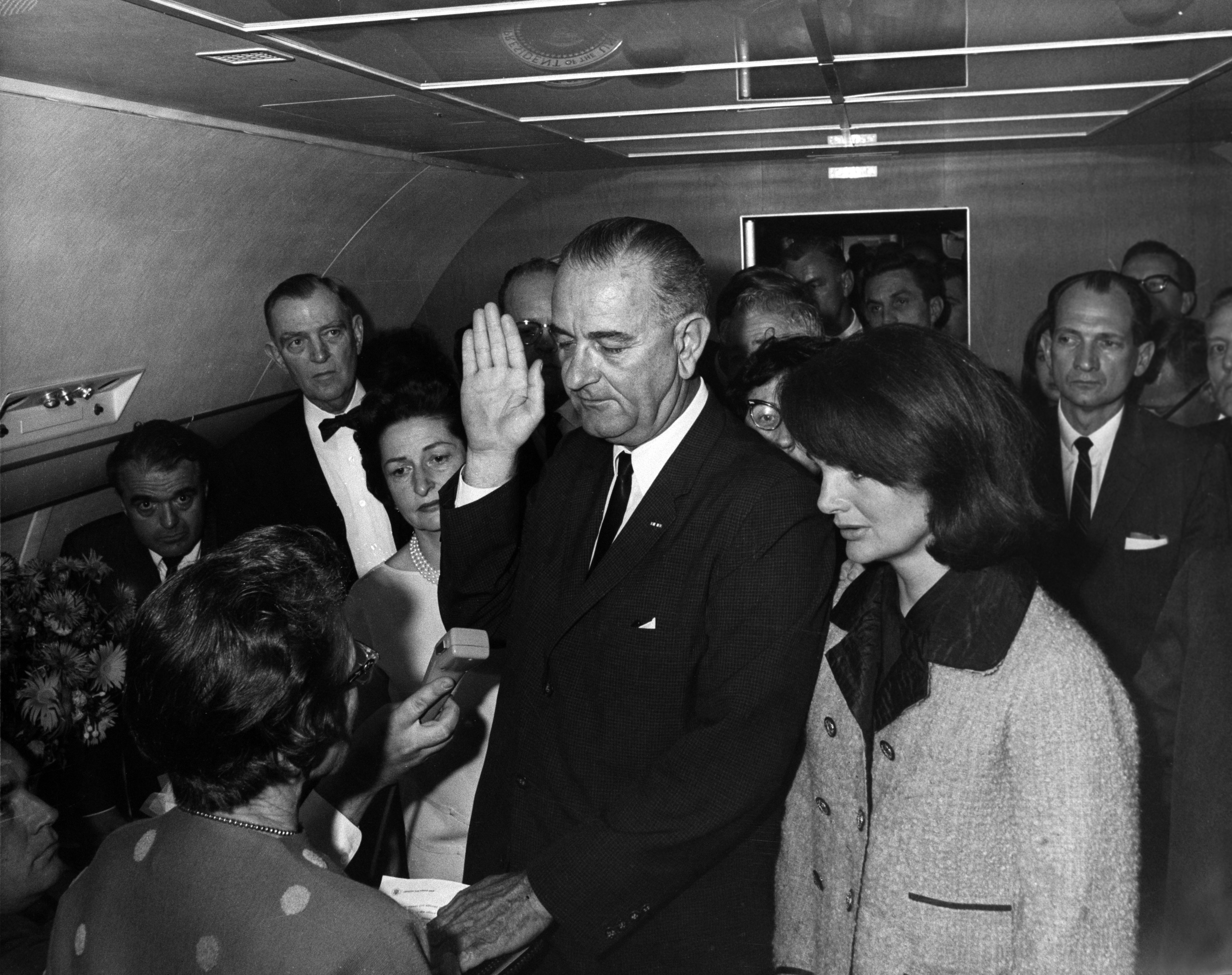
Lyndon Johnson pendant son investiture à bord de Air Force One par la juge, après l’assassinat de John F. Kennedy.

Lyndon Johnson prête serment à bord d'Air Force One à peine deux heures et huit minutes après la mort de Kennedy, alors même que commençaient à émerger des soupçons de conspiration au sein du gouvernement fédéral. Il est assermenté par son amie la juge fédérale Sarah T. Hughes (en).

Johnson était convaincu de la nécessité de donner l’impression d’une transition immédiate du pouvoir après l’assassinat pour assurer la stabilité d’une nation endeuillée en état de choc. Lui-même et le Secret Service craignaient qu’il puisse aussi être la cible d’une conspiration ou bien que Cuba voire l'Union soviétique soient les commanditaires de l'assassinat, le Secret Service insistant pour qu'il rentre au plus vite à Washington. Johnson demande également au FBI une protection rapprochée pour sa famille. Certains ont jugé que Johnson voulait à tout prix rentrer pour exercer au plus vite ses prérogatives de président,. Cependant, Johnson s'expliqua à ce sujet dans ses mémoires, écrivant la chose suivante : 
«  Chacun des présidents doit faire comprendre « son droit de gouverner » aux divers groupes qui composent notre pays […]. Pour moi, cela posait quelques problèmes. En dépit de trois décennies dans une fonction publique, je devais n'être, au moment où j'entrais en fonction, qu'un inconnu pour beaucoup de mes compatriotes comme pour la plus grande partie du monde. Je souffrais d'un autre handicap, dans la mesure où je n'étais pas arrivé à la présidence par la volonté du peuple mais après la secousse d'une tragédie. Je n'avais pas de mandat des électeurs.  »
Le 27 novembre 1963, Johnson prononce son premier discours comme président devant le Congrès réuni en session conjointe, où il s'appropria l'héritage de Kennedy et affirma sa volonté de concentrer son action sur les droits civiques. La période de deuil national qui suivit l’assassinat donna un élan énorme à la promesse de Johnson de réaliser les plans de Kennedy et à sa politique de s’emparer de l’héritage de Kennedy pour donner un élan à son programme législatif. Deux jours plus tard, Johnson a mis sur pied un groupe d’experts dirigé par le juge en chef Earl Warren, connu sous le nom de commission Warren, par décret exécutif pour enquêter sur l’assassinat de Kennedy et les éventuels complots qui l’entourent,. La commission a mené des recherches et des audiences approfondies et a conclu à l’unanimité que Lee Harvey Oswald a agi seul dans l’assassinat. Cependant, le rapport reste controversé, et beaucoup de théories du complot ont remis en cause les conclusions dudit rapport, notamment depuis 1968. Il s'est avéré que l'enquête avait été bâclée, notamment à cause de la pression conjointe exercée par la CIA et le FBI mais aussi celle du président lui-même. Ainsi, tous les témoins n'auraient pas été auditionnés et le FBI aurait caché des informations pourtant essentielles sur Lee Harvey Oswald.
Johnson garde la plupart des hauts fonctionnaires nommés par Kennedy, dont certains pour le mandat complet de sa présidence. Il a même retenu les services du procureur général Robert Kennedy, avec qui il avait une relation notoirement difficile, tout comme avec le conseiller juridique de Kennedy Ted Sorensen. Robert Kennedy n'est cependant resté en fonction que jusqu’en septembre 1964, de manière à se présenter au Sénat dans l'État de New York. Bien que Johnson n’ait pas de chef de cabinet à proprement dit, Walter Jenkins (en) est le premier parmi une poignée d’égaux et préside les détails des opérations quotidiennes à la Maison-Blanche. George Reedy (en), qui fut le deuxième aide de Johnson le plus longtemps en service, assuma le poste d’attaché de presse lorsque Pierre Salinger, de John F. Kennedy, quitta ce poste en mars 1964. Le principal rédacteur de ses discours fut Horace Busby (en), qui fut également son principal conseiller politique. Bill Moyers (en) était le plus jeune membre de l'équipe de Johnson. Il s’occupait de l'agenda du président et de la rédaction de discours à temps partiel. Seuls Dean Rusk et Robert McNamara traverseront toute la période ou presque, McNamara démissionnant en février 1968 pour devenir président de la Banque mondiale. Les deux hommes bénéficiaient de la confiance totale du président, McNamara ayant acquis une réputation de « stratège » après la crise des missiles de Cuba.

### Premières initiatives législatives
Le nouveau président a estimé qu’il était avantageux de poursuivre rapidement l’un des principaux objectifs législatifs de Kennedy, soit une réduction des impôts. Johnson a travaillé en étroite collaboration avec le sénateur de Virginie Harry F. Byrd, Sr. pour négocier une réduction du budget à moins de 100 milliards de dollars en échange de l'adoption par le Sénat du Revenue Act of 1964 (en). L’approbation du Congrès a suivi à la fin de février, et a facilité les efforts de suivi sur les droits civils.
À la fin de l'année 1963, Johnson lance également l’offensive initiale de sa « guerre contre la pauvreté », recrutant le beau-frère du président Kennedy, Sargent Shriver, alors chef du Corps de la paix, pour mener les négociations. En mars 1964, le président envoie au Congrès le Economic Opportunity Act (en), qui crée le Job Corps (en) et le Community Action Program, conçus pour s’attaquer à la pauvreté locale. La loi a également créé le Volunteers in Service to America, un pendant national du Corps de la paix. Progressivement, les programmes destinés au Congrès sont centralisés à la Maison-Blanche.

### Civil Rights Act de 1964
Le président Kennedy avait présenté à l'été 1963 un nouveau projet de loi en faveur des droits civiques au Congrès, celui-ci suscitant une forte opposition de la part des élus sudistes. Johnson décida de remettre le projet à l'ordre du jour et demanda à Robert Kennedy de faire le nécessaire au Congrès pour convaincre le maximum d'élus. Cela permettait au nouveau président d'avoir une couverture en cas d'échec du projet, mais aussi d'en tirer les bénéfices en cas de succès législatif. L'un des biographes de Johnson, Robert Caro, souligne qu'une fois encore, l'utilisation du filibuster a empêché bon nombre de projets de lois d'être adoptés sous la présidence de Kennedy, notamment le projet d'abrogation de la poll tax (taxe sur le vote). Or, le président Johnson était familier des procédures parlementaires, dont il avait usé comme jeune sénateur pour s'opposer au projet de loi sur les droits civiques du président Truman. Johnson savait donc qu'il fallait commencer par étudier la question de la taxe électorale pour que le projet de loi ait des chances d'être adopté.
L'adoption du projet de loi nécessitait de passer devant le comité d'éthique de la Chambre, qui a tout fait pour tenter de vider de sa substance le projet. Johnson a donc décidé d'utiliser une procédure exceptionnelle, la pétition de décharge (en) pour l'imposer à l'ordre du jour de la Chambre, sans qu'elle ne passe par les comités. Devant la menace de se voir déchargé de sa mission, le comité d'éthique de la Chambre a fini par adopter le projet de loi et le présenter en séance plénière. Le projet de loi est adopté par 290 voix pour et 110 contre. Au Sénat, il ne restait aux élus sudistes et aux élus favorables aux droits des États que la procédure du filibuster. Cependant, ils avaient besoin de l'appui d'une vingtaine de sénateurs républicains pour empêcher l'adoption du projet de loi. Parmi eux figurait Barry Goldwater, sénateur de l'Arizona et candidat à la primaire du Parti républicain pour l'élection présidentielle. Selon Robert Caro, Johnson a réussi à convaincre le chef de file des républicains Everett Dirksen d’appuyer le projet de loi, rendant caduque toute tentative de filibuster. Après 75 heures de débat, le projet de loi est adopté en mars 1964 par 71 voix pour et 29 contre. Le Civil Rights Act de 1964 est promulgué par Johnson le 2 juillet, date retenue pour avoir une meilleure couverture télévisée que l'Independence Day. Le soir suivant la promulgation, Johnson déclara à son conseiller Bill Moyers (en) :
« I think we may have lost the south for your lifetime – and mine »
« Je crois que nous avons perdu le Sud pour le restant de tes jours – et des miens. »
 Le président anticipait déjà les réactions du Parti démocrate et des WASP dans les États du Sud, en particulier dans le Sud profond, ce dont le sénateur de Géorgie Richard Brevard Russell, Jr. le mit en garde lors d'un entretien à la Maison-Blanche pendant les travaux parlementaires. Néanmoins, il déclara également : « Je serai le président qui a achevé ce qu'Abraham Lincoln a initié ». Le Civil Rights Act de 1964 ne bénéficie pas seulement aux Afro-Américains, mais à toutes les minorités ethniques ou religieuses. La loi prévoit même de suspendre les aides fédérales aux États récalcitrants à appliquer la législation. La loi élargissait également les compétences du département de la Justice concernant la déségrégation.

### Grande Société
Pour l'élection présidentielle de 1964, Johnson voulait un slogan accrocheur pour mener campagne, mais aussi pour illustrer le programme législatif qu'il souhaitait mettre en place à partir de janvier 1965. Eric Goldman, qui a rejoint l'équipe de la Maison-Blanche en décembre 1963, pensait que le titre du livre de Walter Lippmann The Good Society, paru en 1937, illustrait parfaitement le programme du président. L'assistant de Johnson Richard N. Goodwin changea Good par Great, ce qui devint « La Grande société ». Le slogan fut utilisé pour la première fois en mai 1964 lors d'une visite à l'université du Michigan où Johnson prononça un discours où il présenta les grandes lignes de son projet. La priorité était donné à la rénovation urbaine, à une politique environnementale et une politique de transport ambitieuse, à la lutte contre la pauvreté et la criminalité, à une réforme de la protection sociale et enfin une réforme du système éducatif.

### Élection présidentielle de 1964

Collège électoral de l'élection présidentielle de 1964.

Au printemps 1964, le président Johnson n'est pas persuadé de pouvoir être élu président sur son nom. Sa gestion des négociations entre les dirigeants de l'industrie ferroviaire et des syndicats des chemins de fer, notamment en insistant sur l'état de l'économie américaine en cas de grève, a considérablement renforcé la confiance du président sortant pour mener campagne, mais aussi son image dans les sondages.
Opposé au gouverneur de l'Alabama George Wallace pour les primaires démocrates, Johnson devait également faire face au fait que Robert Kennedy était plébiscité pour être le candidat à la vice-présidence. Cependant, Johnson était opposé à cette idée, convaincu que Robert serait crédité pour son élection à la présidence et que cela entacherait sa victoire. De plus, les deux hommes ne s'aimaient guère, en particulier Bobby Kennedy qui vouait une rancune tenace à Johnson. Kennedy était lui-même indécis sur le fait d'accepter une telle proposition. Sachant que Johnson considérerait cela comme un affront, il renonça de lui-même à cette idée. En vérité, la faiblesse de Barry Goldwater dans les sondages d'intentions de vote enleva à Johnson ainsi qu'au Parti démocrate tout le poids d'une éventuelle dépendance à Robert Kennedy. Le choix de Hubert Humphrey, sénateur libéral du Minnesota, fut alors une évidence pour Johnson, d'autant que cela lui permettait de renforcer sa candidature dans le Midwest et dans le Nord-Est industriel. Johnson, connaissant très bien le degré de frustration inhérent à la fonction de vice-président, sut parfaitement mettre Humphrey en condition et put ainsi compter sur son absolue loyauté. Bien que la décision fût prise très vite, Johnson voulut la garder secrète jusqu'à la Convention démocrate (en) qui devait se tenir à Atlantic City,.
En préparation de la convention démocrate, Johnson a demandé au FBI d’envoyer une escouade de trente agents pour couvrir les activités de la convention ; l’objectif de l’escouade était d’informer le personnel de la Maison-Blanche de toute activité perturbatrice sur place. L’attention de l’escouade s’est limitée à la délégation du Mississippi Freedom Democratic Party (MFDP), qui cherchait à supplanter la délégation ségrégationniste blanche choisie par les instances locales du parti. Les activités de l’escouade comprenaient également l’écoute électronique de la salle de Martin Luther King ainsi que du Student Nonviolent Coordinating Committee (SNCC) et du Congress of Racial Equality (CORE). Du début à la fin, la mission de l’escouade a été soigneusement définie en termes de surveillance des activités perturbatrices qui pourraient mettre en danger le président et d’autres hauts fonctionnaires. Deux semaines avant la convention d'Atlantic City, les corps de trois personnes assassinées sont retrouvés dans le Mississippi par des agents du FBI.
Johnson était très préoccupé par les conséquences politiques potentielles de la couverture médiatique des tensions raciales exposées par une lutte de pouvoirs entre le MFDP et la délégation ségrégationniste, et il a confié à Humphrey la tâche de gérer le problème,. Le comité chargé des accréditations décida que deux délégués du PDFM dans la délégation seraient assis en tant qu’observateurs et a accepté « d’interdire aux futures délégations des États où tout citoyen est privé du droit de vote en raison de sa race ou de sa couleur ». Johnson craignait que la contestation à la convention ne soit trop visible et ne finisse par favoriser Goldwater.

Au début de la campagne présidentielle, Barry Goldwater semblait être un adversaire solide, avec un fort soutien du Sud qui menaçait la position de Johnson comme il l’avait prédit en réaction à l’adoption du Civil Rights Act de 1964. Cependant, Goldwater a perdu de l’élan au fil de la campagne. Le 7 septembre 1964, les équipes de campagne de Johnson ont diffusé un clip de campagne, intitulé sobrement « Daisy ». Il représentait une petite fille, prénommée Daisy, arrachant les feuilles d'une marguerite en comptant jusqu'à dix. Puis une voix de baryton est arrivée, comptant de dix à zéro, le visuel a montrant l’explosion d’une bombe nucléaire. Le message transmis était que l'élection de Goldwater risquait d'entraîner une guerre nucléaire, tant Goldwater affichait des positions antisoviétiques et anticommunistes. Il faut dire que le candidat républicain avait déclaré qu'il songeait à la possibilité d'utiliser l'arme atomique au Viêt Nam, mais aussi il associait l'État-providence au communisme. En parallèle, il préconisait le retrait de toutes les organisations internationales, s'inscrivant dans la pure tradition isolationniste. Goldwater lui, diffusa massivement son slogan de campagne sur des Pin's : 
« In your heart, you know he's right. »
« Dans votre cœur, vous savez qu'il a raison. »
 Des années plus tard, le directeur de la CIA William Colby affirma que l'agent Tracy Barnes (en) a chargé la CIA d'enquêter sur la campagne de Goldwater et le Comité national républicain afin de fournir des informations aux équipes de campagne de Johnson.
Le 3 novembre 1964, Lyndon Johnson l'emporte très largement devant Barry Goldwater avec plus de 43 millions de suffrages du vote populaire (61,05 %) contre 27 millions à Goldwater (38,47 %), soit 16 millions d'avance. Johnson fait ainsi mieux que Roosevelt en 1936 au vote populaire. Pour le collège électoral, Johnson l'emportait encore plus largement avec 486 mandats contre 52. Le président sortant l'emportait dans 44 États contre 6 pour Goldwater, dont cinq du Sud profond. Les élections au Congrès ont également donné à Johnson la plus large majorité acquise par un président en exercice depuis Roosevelt en 1936, avec 68 sénateurs et 295 représentants élus.

### Voting Rights Act

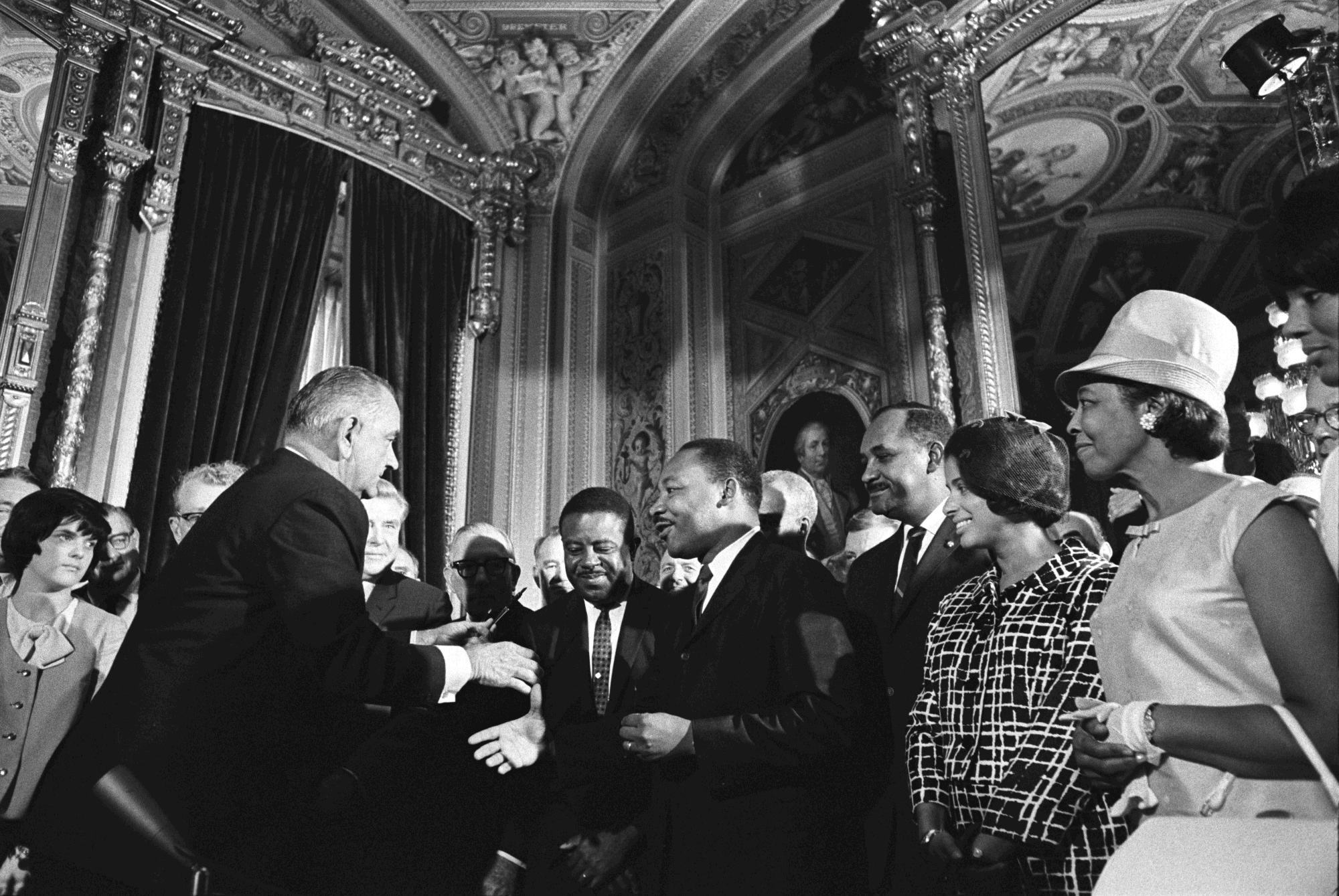
Cérémonie de signature du Voting Rights Act de 1965. Le président Johnson discute avec Martin Luther King et Rosa Parks.

Lyndon Johnson commence son mandat complet de président avec les mêmes objectifs qu'il avait lors de sa prise de fonction, prêt à « poursuivre les plans et les programmes de John Fitzgerald Kennedy. Non pas à cause de notre peine ou de notre sympathie, mais parce qu'ils sont justes ». Néanmoins, il était réticent à aller plus loin concernant les droits civiques pour ne pas se couper définitivement des élus sudistes après l'adoption du Civil Rights Act de 1964. Cependant, les violences et les exactions commises lors des marches de Selma à Montgomery menées par Martin Luther King l'ont conduit à aller plus loin, en particulier lors de la première marche du 7 mars, connue sous le nom de « dimanche sanglant ». Ainsi, dès février 1965, il commence à réfléchir à un projet de loi pour le droit de vote, qui était la raison des marches en Alabama. George Wallace refusa de protéger lui-même les manifestants, obligeant Johnson à fédéraliser la Garde nationale. La Cour suprême s'était également penchée sur la question en 1962, et dans l'arrêt Baker v. Carr (en), elle assura le principe dit « une personne, une voix ». Trois militants pour les droits civiques furent assassinés dans le Mississippi à l'été 1964 par des membres du Ku Klux Klan. Le triple meurtre se produisit en pleine campagne électorale, et le FBI tenta de minimiser sa responsabilité. Il fallut que Johnson insiste auprès de J. Edgar Hoover pour que tous les moyens soient déployés pour l'enquête. Dans un discours prononcé devant le Congrès, le président déclare : 
« rarely at any time does an issue lay bare the secret heart of America itself (…) rarely are we met with the challenge (…) to the values and the purposes and the meaning of our beloved nation. The issue of equal rights for American Negroes is such an issue. And should we defeat every enemy, should we double our wealth and conquer the stars, and still be unequal to this issue, then we will have failed as a people and as a nation. »
« rarement dans notre histoire une question ne dévoile le cœur de ce qu'est l'Amérique […] rarement nous avons été confrontés au défi […] aux valeurs et aux promesses ainsi qu'à ce que l'Amérique représentait. La question de l'égalité des droits pour les Noirs américains est une telle question. Et si nous battons tous nos ennemis, si nous doublons nos richesses et conquérons les étoiles, et si nous sommes toujours inégaux face à cette question, alors nous aurons échoué en tant que peuple et en tant que nation. »
 Il obtient du Congrès l'adoption d'une deuxième loi sur les droits civiques sur le droit de vote, la première ayant été insuffisante. Le Voting Rights Act de 1965 a ainsi permis à des millions d'Afro-Américains de pouvoir enfin s'inscrire sur les listes électorales dans les États du Sud. Après deux mois et demi de débat, le Sénat adopte le projet de loi par 77 voix pour et 19 contre. En juillet, la Chambre en fait autant par 333 voix pour et 85 contre. La loi est promulguée le 6 août. Les résultats ont été significatifs : entre 1968 et 1980, le nombre d'élus Afro-Américains dans les États du Sud ainsi que le nombre de fonctionnaires fédéraux a doublé. De même le nombre d'élus fédéraux Afro-Américains est passé de quelques centaines en 1965 à près de 6 000 en 1989. Cependant, la loi sera amendée en 1982 car les élus locaux n'ont pas permis des découpages électoraux permettant aux candidats Afro-Américains d'avoir suffisamment de chance pour l'emporter dans un district fédéral.
Johnson devient également le premier président depuis Ulysses S. Grant à ordonner l'arrestation et la mise en jugement de membres du Ku Klux Klan à la suite de l'assassinat de la militante des droits civiques Viola Liuzzo lors de la première marche de Selma à Montgomery. En revanche, il est le premier président à avoir nommé un juge Afro-Américain, Thurgood Marshall, à la Cour suprême ainsi qu'un membre du cabinet, Robert C. Weaver, comme secrétaire au Logement et au Développement urbain. Grâce au travail de Weaver et à la volonté du président, une nouvelle loi sur les droits civiques est adoptée. Le Civil Rights Act de 1968 permettra à tous les Américains d'avoir un égal accès au logement, indépendamment de leur race, de leur nationalité ou de leur affiliation religieuse. L'origine du projet de loi venait du Chicago Freedom Movement qui réclamait l'égalité d'accès au logement et à l'éducation pour les Afro-Américains. Les discussions furent accélérées par l'annonce de l'assassinat de Martin Luther King.

### Immigration
L'adoption de l'Immigration and Nationality Act of 1965 a réformé en profondeur le système d'immigration du pays et supprimé tous les quotas d'origine nationale datant des années 1920. Le taux annuel de migration a doublé entre 1965 et 1970 et a de nouveau doublé en 1990, avec des augmentations spectaculaires en provenance de l’Asie et des pays d’Amérique latine, dont le Mexique.

### Financement fédéral pour l'éducation
Johnson, dont la trajectoire était marquée par une sortie de la pauvreté par ses études au Texas, croyait fermement que l’éducation était une composante essentielle du rêve américain, en particulier pour les minorités qui ont dû vivre dans des installations précaires et sans soutien financier des autorités locales. Il a fait de l'éducation la priorité principale de son projet de Grande société. Après son élection triomphale en 1964, qui a favorisé l'élection d'élus libéraux, Johnson a demandé qu'un nouveau projet de loi soit mis sur pied, qui est devenu l'Elementary and Secondary Education Act (en). L'objectif du projet de loi était de doubler les dépenses fédérales en matière éducative de 4 à 8 milliards de dollars. Grâce au soutien actif du président, la Chambre a adopté le projet de loi par 263 voix contre 153 le 26 mars 1965 puis adopté dans les mêmes termes par le Sénat par 73 voix contre 8. C'était un projet de loi historique, adopté seulement 87 jours après son entrée dans la navette parlementaire du Congrès.
La deuxième mesure éducative phare de la présidence Johnson fut l'adoption de la loi sur l'enseignement supérieur de 1965, qui mit l'accent sur le financement des étudiants à faible revenu et la construction de bibliothèques. En 1967, Johnson signe la loi sur l'audiovisuel public afin de créer des émissions de télévision éducatives pour compléter les réseaux de radiodiffusion.
En 1965, Johnson met sur pied le National Endowment for the Humanities et le National Endowment for the Arts, pour appuyer l'étude de la littérature, de l'histoire et du droit, ainsi que des arts comme la musique, la peinture et la sculpture, ce que la Works Progress Administration avait tenté de faire du temps du New Deal.

### «Guerre contre la pauvreté» et réforme de l'assurance maladie
En 1964, à la demande du président Johnson, le Congrès a adopté la loi sur le revenu (en) et le Economic Opportunity Act (en), deux projets de loi phares de la « guerre contre la pauvreté » lancée par Johnson dans son premier discours sur l'État de l'Union. Les conseillers du président ont été attentifs aux travaux du sociologue Michael Harrington qui avait mis en évidence qu'une fraction importante des Américains vivaient encore dans la pauvreté au début des années 1960. Ainsi, un seuil de pauvreté est mis au point pour la première fois dans le pays. Les critères sont les suivants : une famille avec deux enfants était considéré comme pauvre s'il elle gagnait moins de 3 130 dollars, contre 1 500 dollars pour un couple sans enfants. Selon les critères du gouvernement fédéral, 21 % des Américains étaient pauvres, mais la chose était encore plus marqué pour certains groupes. Ainsi, 50 % des Afro-Américains, 30 % des personnes âgées et 20 % des femmes seules étaient pauvres en 1964. Le représentant de Géorgie Phillip M. Landrum (en) dirigea les travaux parlementaires sur les projets de lois, qui furent adoptés par 61 voix contre 34 au Sénat et 226 voix contre 185 à la Chambre.
Plusieurs programmes sont mis sur pied en suivant, tels le Head Start, le Supplemental Nutrition Assistance Program ou le Federal Work-Study Program (en). Après d'âpres discussions, le Congrès finit par voter la mise en place du programme Medicare, qui bénéficie surtout aux retraités et aux minorités. Durant la présidence de Johnson, le taux de pauvreté a baissé de manière significative, le nombre d'Américains vivant en dessous du seuil de pauvreté passant de 23 à 12 %. D'une façon générale, le nombre de pauvres a diminué de 42 % entre 1964 et 1968. Il passe de 32 millions en 1965 à 23 millions en 1968. En 1969, soit après le départ de Johnson, 43 % des familles Afro-Américaines sont toujours pauvres et le salaire d'un Afro-Américain ne correspond qu'à 60 % au salaire d'un blanc.

### Politique des transports au niveau fédéral
En mars 1965, Johnson transmet un message au Congrès dans lequel il explique sa volonté de créer un nouveau département des Transports, d'une Federal Highway Administration, d'une Federal Aviation Agency  et d'autres agences. Le projet de loi fait l'objet d'âpres négociations au Congrès avant d'être promulgué le 15 octobre 1965.

### Contrôle des armes à feu
Bien qu'une loi sur les armes à feu ait déjà été adoptée avant l'assassinat de Robert Kennedy, la porte parole de Lady Bird Johnson Liz Carpenter écrivit dans une note au président que le pays avait « subi un traumatisme à la suite de l'assassinat », le président devant « prendre rapidement des décisions chocs » pour répondre au « problème de la violence ». Le 22 octobre 1968, le Gun Control Act of 1968 était promulgué par le président Johnson.

### Programme spatial
Pendant la présidence de Johnson, la NASA a mené le programme Gemini, avec l'objectif de mener les premières missions avec équipage pour le projet Apollo. Elle a développé la fusée Saturn V et sa station de lancement. Cependant, le programme est brutalement interrompu par l'accident de la mission Apollo 1 le 27 janvier 1967 qui tua tout l'équipage à la suite d'un incendie. Après avoir hésité à demander la création d'une commission, le président Johnson accéda à la demande du directeur de la NASA James E. Webb de laisser l'agence mener l'enquête sur les causes de l'accident. Johnson continuera d'appuyer le projet Apollo malgré les réticences du Congrès et d'une partie de la presse, et les deux premières missions avec équipage — Apollo 7 et Apollo 8 — effectuées avec succès le seront à la fin de sa présidence. Ayant quitté la Maison-Blanche, il assistera au lancement de la mission Apollo 11 qui aboutira aux premiers pas humains sur la lune.

### Émeutes urbaines
À partir de l'été 1964, les États-Unis ont connu plusieurs épisodes d'émeutes urbaines, notamment pendant l'été. Les premières ont lieu à Harlem (en), deux semaines après l'adoption du Civil Rights Act de 1964. Un jeune Afro-Américain est abattu par un policier blanc, ce qui embrasa le ghetto. Le maire de New York Robert Wagner contacta Martin Luther King pour tenter de mettre fin aux émeutes, mais King n'était pas très bien vu dans le ghetto. Pire, le maire ne tint absolument pas compte des conseils de King et les émeutes ne prirent fin que par lassitude et par la répression de la police. Un an plus tard, c'est dans le quartier de Watts à Los Angeles, où vivent 250 000 Afro-Américains, que se déroulent de nouvelles émeutes. Là encore, elles se déroulent à peine six jours après l'adoption d'une loi importante pour les droits civiques, le Voting Rights Act de 1965. Johnson, dépassé par les évènements, déclara : 

« Comment est-possible, après tout ce que nous avons accompli ? Le monde a-t-il perdu la tête ? »

 D'autres émeutes ont lieu à Chicago ou dans le Massachusetts. Les émeutes de Watts ont fait 34 victimes, plus de 1 000 blessés et causé 35 millions de dollars de dégâts (soit l'équivalent de 325 millions de dollars équivalant 2022), l'opinion public craignant que de nouvelles émeutes ne se déclenchent, tandis que l'agenda présidentiel était bouleversé par les évènements.
D'autres émeutes ont lieu en 1966, principalement dans le Midwest et dans l'Ohio, mais encore davantage en 1967 notamment à Newark et Détroit. Dans le Michigan, le gouverneur George W. Romney puis le président Johnson font appel à la Garde nationale pour tenter de reprendre le contrôle de la situation, mais rien n'y fera. 26 personnes sont victimes des émeutes à Newark et 43 à Détroit, avec plusieurs milliers de blessés et des millions de dollars de dégâts. La situation ne s'apaise guère, d'autres émeutes se déclenchant spontanément après l'assassinat de Martin Luther King. Les principaux foyers sont à Baltimore, Chicago, encore à Détroit (en) et à Washington (en). Le 7 avril, Johnson décréta une journée de deuil national, mais il n'assista pas aux obsèques de King. En réponse aux émeutes, Johnson considérait qu'il fallait investir encore davantage d'argent dans les villes et les suburbs pour réduire les inégalités sociales. Près de 3 200 personnes meurent à la suite d'émeutes urbaines entre 1967 et 1968.

### Contrecoup présidentiel (1966-1967)
En 1966, la presse a commencé à noter un « écart de crédibilité » (credibilty gap en anglais), entre ce que Johnson disait dans les conférences de presse et ce qui se passait au Vietnam, ce qui a conduit à une couverture beaucoup moins favorable.

À la fin de l'année, le gouverneur du Missouri Warren E. Hearnes annonce au président qu'il risquait de perdre le scrutin dans son État en cas de candidature à l'élection présidentielle de 1968 avec une marge de 100 000 voix, alors même qu'il avait gagné avec une avance de 500 000 voix en 1964. Le gouverneur aurait déclaré la chose suivante : 
« Frustration over Vietnam; too much federal spending and … taxation; no great public support for your Great Society programs; and … public disenchantment with the civil rights programs »
« Frustration à l'égard du Vietnam. Trop de dépenses et d'impôts au niveau fédéral. Pas de soutien écrasant de l'opinion à vos projets de Grande société… et désenchantement à l'égard de votre programme sur les droits civiques. »
 Il y avait malgré tout des points positifs. En janvier 1967, Johnson s'est vanté du fait que les salaires étaient les plus élevés de l’histoire, que le chômage était à son plus bas niveau en 13 ans et que les bénéfices des entreprises et les revenus tirés des activités agricoles étaient plus élevés que jamais. Cependant, les taux d'intérêt augmentaient, de même que les prix à la consommation qui ont connu une hausse de 4,5 %. Pour résorber ces effets négatifs, Johnson a demandé une hausse de l'impôt sur le revenu au niveau fédéral de 6 %. À la suite de cela, Johnson voyait sa cote de popularité passer à moins de 50 %. La part de ses soutiens les plus fervents passa de 25 à 16 %. En conséquence, le Parti républicain repris de la vigueur après l'échec de 1964 et profita de la situation pour les élections de mi-mandat de 1966. Johnson commença alors à critiquer l'attitude des médias envers lui.

### Guerre du Vietnam
À la mort du président Kennedy, il y avait environ 16 000 militaires américains présents au Vietnam pour soutenir le Sud Vietnam contre le Nord Vietnam dirigé par les communistes. Le pays était divisé depuis l'entrée en vigueur des accords de Genève qui ont mis fin à la guerre d'Indochine. Or, les États-Unis n'ont jamais respecté les conclusions des accords et ont décidé d'intervenir nom de l'endiguement prôné par la doctrine Truman. Johnson croyait à la théorie des dominos, et jugeait que la politique d'endiguement était plus que nécessaire pour stopper l'expansion communiste en Asie. Cependant, Kennedy avait négocié un accord avec l'Union soviétique pour la « neutralisation » du Laos en proie à une guerre civile et qui servait de base d'approvisionnement pour le Nord via la piste Hô Chi Minh. Trois semaines avant l'assassinat de Kennedy, un coup d'État renversait Ngô Đình Diệm, celui-ci étant exécuté sommairement avec son frère Ngô Ðình Nhu. Le 26 novembre 1963, Johnson déclare vouloir aider Saigon à « remporter la lutte contre une conspiration communiste dirigée et soutenue de l'étranger ».
Dès sa prise de fonction, Johnson annula un ordre de Kennedy de retirer près de 1 000 militaires pour la fin de l'année 1963. Au même moment, le président français Charles de Gaulle, qui connaissait bien le problème vietnamien, proposait une neutralisation du Viêt Nam. Cependant, les Américains ne donnèrent pas suite à sa proposition, la CIA, le Pentagone et l'administration Johnson le considérant comme trop favorable aux communistes. De plus, le président Johnson refusait d'engager toutes négociations avant l'élection présidentielle de 1964, à moins d'être en position de force. Fin 1963, 40 000 Vietnamiens avaient rejoint le maquis. En mars, le Viêt-Cong compte 40 % du territoire sud-vietnamien, soit 50 % de la population. Au cours de l'été 1964, Johnson s'interrogeait sur la nécessité de rester au Vietnam, mais il fut convaincu lors d'un entretien avec le secrétaire d'État Dean Rusk et le chef d'état-major Maxwell D. Taylor, se déclarant prêt à « faire plus que quand nous avions une base » ou quand le régime de Saigon était plus stable. Peu de temps après l'incident du golfe du Tonkin, le nombre de militaires présents au Vietnam augmenta fortement.
Le général Henri Bentégeat, qui consacre un chapitre de son ouvrage sur les chefs d'État en guerre à la gestion du conflit par Johnson, note que les calculs politiques et la qualité des conseillers militaires et diplomatiques du président a joué un grand rôle dans l'enlisement du conflit. En janvier 1964, le président déclarait en privé à un de ses proches de façon prophétique : « Ils essayent de m'entraîner dans une guerre, là-bas, et ce sera ma perte ». La suite allait lui donner raison. Concernant le conflit, le général Bentégeat parle d'une « guerre en catimini » menée par le président.

#### 1964
En août 1964, l'armée américaine prétend que deux destroyers américains ont été attaqués par des torpilleurs nord-vietnamiens dans les eaux internationales à 64 km des côtes vietnamiennes. Cet évènement est connu sous le nom d'incident du golfe du Tonkin. Bien que Johnson ait voulu garder les discussions sur le Vietnam hors de la campagne présidentielle, il s'est senti obligé de répondre, alors il a demandé et obtenu du Congrès la résolution du golfe de Tonkin le 7 août. Seuls deux sénateurs démocrates s'y opposent. Johnson était déterminé à renforcer son image sur la politique étrangère, et voulait également empêcher les critiques telles que Truman avait reçues en Corée en procédant sans approbation du Congrès de l'action militaire. Répondre à la prétendue attaque permettrait également d’émousser les critiques de la campagne sur la faiblesse du camp de Goldwater. La résolution a donné l’approbation du Congrès pour l'utilisation de la force militaire par le commandant en chef pour repousser de futures attaques et aussi pour aider les membres de l'OTASE (Organisation du traité de l'Asie du Sud-Est). Plus tard dans la campagne, Johnson a exprimé l'assurance que le principal objectif des États-Unis était de préserver l'indépendance du Sud Viêtnam au moyen de matériel et de conseils, par opposition à toute posture offensive. Au moment de l'adoption de la résolution par le Congrès, l'opinion publique est très favorable concernant ses motivations : 48 % des Américains souhaitent même l'adoption de mesures plus strictes, tandis que 14 % des Américains souhaitaient une solution négociée et un départ. Le taux d'approbation du président passe de 48 % à 72 % d'opinions favorables après l'incident.
Pendant la campagne présidentielle, Johnson a réaffirmé sa détermination à fournir un soutien mesuré au Sud Viêtnam tout en évitant une autre Corée ; mais en privé, il avait un sentiment de pressentiment, que peu importe ce qu'il faisait, les choses finiraient mal. Sa priorité était dans son agenda de la Grande société, et il sentait même que ses opposants politiques favorisaient une plus grande intervention au Vietnam pour détourner l'attention et les ressources de sa "guerre contre la pauvreté". La situation sur le terrain a été aggravée à l'automne par des attaques supplémentaires du Việt Minh contre des navires américains dans le golfe du Tonkin, ainsi qu’une attaque contre la base aérienne de Biên Hòa dans le sud du Vietnam, deux jours avant l'Election Day. Johnson a décidé de ne pas prendre de mesures de rétorsion après consultation avec les chefs d’état-major, et aussi après que le sondeur Louis Harris eut confirmé que sa décision ne l’affecterait pas négativement aux élections. À la fin de l'année 1964, il y avait environ 23 000 soldats au Sud Viêtnam. 1 278 soldats américains ont perdu la vie au cours de l'année dans le conflit. Une autre attaque du Nord à lieu la veille de Nöel, connue sous le nom d'attentat de l'hôtel Brink à Saïgon, où logent des militaires américains.

Au cours de l’hiver 1964-1965, les militaires ont fait pression sur Johnson pour qu'il lance une campagne de bombardement afin de résister avec force à une prise de contrôle communiste au Sud Vietnam. De plus, l'opinion publique américaine y était largement favorable, avec à peine 26 à 30 % d'opposition selon les sondages. Johnson a alors revu ses priorités et donné une suite favorable à des bombardements à la suite de multiples changements de gouvernement à Saigon. Il s'est également entretenu avec Robert McNamara et McGeorge Bundy et aurait conclu que mener la guerre de façon passive ne mènerait qu'à la défaite, voire à l'humiliation. Le président aurait déclaré : 
« Stable government or no stable government in Saigon we will do what we ought to do. I'm prepared to do that; we will move strongly. General Nguyễn Khánh is our boy. »
« Que nous ayons un gouvernement stable ou non à Saigon, nous agirons comme convenu. Je suis prêt à le faire, nous agirons avec fermeté. Le général Nguyên Khanh est notre homme. »
 Parmi ses principaux conseillers et membres du cabinet chargés du suivi du conflit, il y avait le secrétaire à la Défense Robert McNamara et le secrétaire adjoint George Ball, le secrétaire d'État Dean Rusk ainsi que le conseiller à la sécurité nationale McGeorge Bundy. Ball était le plus connaisseur de l'Asie du Sud-Est et donc favorable à la prudence, tandis que Bundy et McNamara poussaient pour une intensification du conflit. Le seul militaire participant aux discussions était le général Maxwell Davenport Taylor qui présidait le comité des chefs d'état-major. Les premières réunions hebdomadaires ont lieu dès février 1964 tous les mardis. Cependant, le général Taylor était exclu de ses réunions, ses propositions étant même parfois écartées par McNamara.

#### 1965

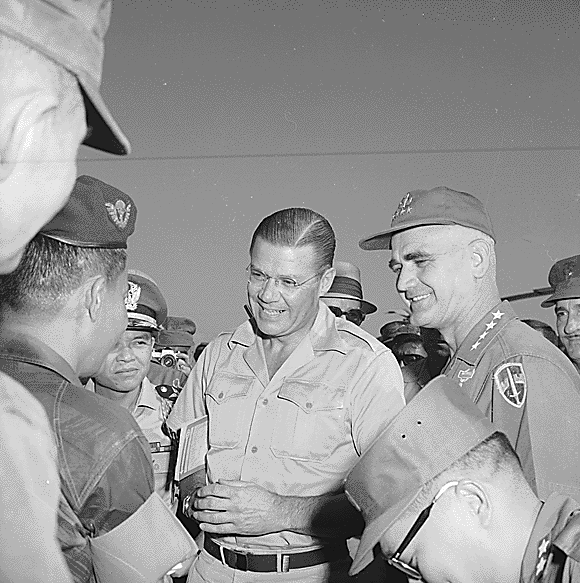
Robert McNamara et le général William Westmoreland sur le terrain en 1965.

Suivant les recommandations d'un rapport remis par McGeorge Bundy, Johnson décida en février 1965 d'ordonner une campagne massive de bombardements sur le Nord Viêt Nam, Bundy suggérant une intervention immédiate pour éviter la défaite américaine. En effet, les forces Viet Cộng ont attaqué la base aérienne de Pleiku le 6 février 1965, un évènement connu sous le nom d'attaque du Camp Holloway, tuant huit militaires américains et en blessant douze autres. Bundy et le général William Westmoreland visitent le site quelques jours plus tard, ce qui persuade Johnson. La campagne de bombardements prend le nom d'opération Rolling Thunder (« Tonnerre roulant » en français). L'opinion publique américaine n'est pas informée de la campagne de bombardements, Johnson souhaitant qu'elle soit menée en toute discrétion. L'objectif à long terme de l'opération était de briser les reins du Việt Minh et des Viet Cộng et de provoquer Hanoi dans le but d'aller vers une intensification du conflit. À court terme, l'objectif était d'obtenir la stabilité au Sud Viêt Nam ainsi que de renforcer la détermination et le moral des troupes sud vietnamiennes. En donnant le minimum d'informations au Congrès et à l'opinion publique, Johnson pensait avoir les mains libres pour changer de stratégie. Hubert Humphrey tenta bien de convaincre le président d'informer le plus possible les Américains, mais il fut mis à l'écart du dossier vietnamien, Johnson et ses collaborateurs considérant que Humphrey rejoignait l'avis des sénateurs démocrates récalcitrants. Malheureusement, le président et ses conseillers sous-estimaient la détermination du Nord ainsi que les appuis dont les communistes bénéficiaient, y compris dans le Sud. Lors des rares réunions entre Johnson et les chefs militaires, aucune unité de vue ne se manifestait, chaque haut gradé vantant les mérites de son armée, ce qui rendait impossible une stratégie coordonnée et validée par le président.
Dès le mois de mars, Bundy presse le président d'envoyer des troupes en sol en plus des opérations aériennes, pensant que celles-ci seraient insuffisantes à faire plier Hanoi. Johnson décida d'augmenter le personnel logistique et militaire de 18 000 à 20 000 hommes et d'envoyer deux bataillons de marine supplémentaires ainsi qu'un escadron de marine aérienne, en plus de planifier le déploiement de deux divisions supplémentaires. De plus, il a autorisé le déclenchement d'offensives, même s'il insistait sur le fait qu'il ne s'agissait pas d'un changement de politique. Néanmoins, il lui fallait absolument garder le contrôle sur le conflit, y compris sur les messages transmis à Hanoi, Johnson voulant à tout prix éviter une intervention directe de la Chine ou de l'Union soviétique. De son côté, Pékin explique à Washington qu'elle n'interviendra directement qu'en cas d'incursion au Nord. En revanche, les soviétiques font tout pour induire en erreur les Américains sur les intentions des nord-vietnamiens.
À la mi-juin, les forces terrestres américaines au Vietnam étaient passées à 82 000 hommes, soit une augmentation de 150 %. Le même mois, le général Taylor, devenu ambassadeur, déclara que les opérations de bombardements sur le Nord Viêt Nam étaient inefficaces et que les troupes sud vietnamiennes subissaient de très lourdes pertes, l'armée risquant même de s'effondrer. Peu de temps après, le général Westmoreland a recommandé au président d'augmenter encore les troupes au sol à 175 000 hommes. Après avoir consulté ses conseillers, Johnson, désireux de faire profil bas, a choisi d'annoncer lors d’une conférence de presse une augmentation à 125 000 hommes, avec des forces supplémentaires à envoyer plus tard sur demande. Le chef d'état major de l'armée de terre Harold Keith Johnson estimait quant à lui que 500 000 hommes seraient nécessaires pour vaincre le Nord. À partir du mois d'avril, Johnson se sent pris au piège et ne dispose que de deux possibilités : ou bien écouter l'ambassadeur Taylor et ceux qui lui conseillent de négocier et de changer de stratégie ; ou encore de se tourner vers les conservateurs qui ne manquent pas une occasion pour critiquer sa politique sociale et le comparer négativement par rapport à Kennedy. Devant ses collaborateurs, Johnson déclare : « Un retrait serait un désastre, les bombardements plus forts ne peuvent gagner la guerre et risquent de l'élargir, ne pas bouger avec les forces présentes aboutirait à une défaite lente. La seule solution est celle proposée par McNamara ». Néanmoins, Johnson continua de défendre l'idée qu'il n'y avait pas de changement de politique. George Ball a beau lui envoyer un mémorandum et lui exposer ses arguments, n'hésitant pas à faire référence à la guerre d'Indochine, le président néglige sa position, convaincu par les arguments de Bundy. L'envoi de troupes s'intensifie et atteint les 200 000 hommes au mois d'octobre. La conscription est décidée au même moment. À partir du printemps 1965, le président devient de plus en plus anxieux et s'isole de plus en plus avec ses plus proches collaborateurs devant la tournure prise par les opérations militaires. De plus, d'autres dossiers que le conflit vietnamien finissent par le tourmenter. Près de 2 000 soldats américains sont morts depuis le début de l'intervention directe des États-Unis.

#### 1966

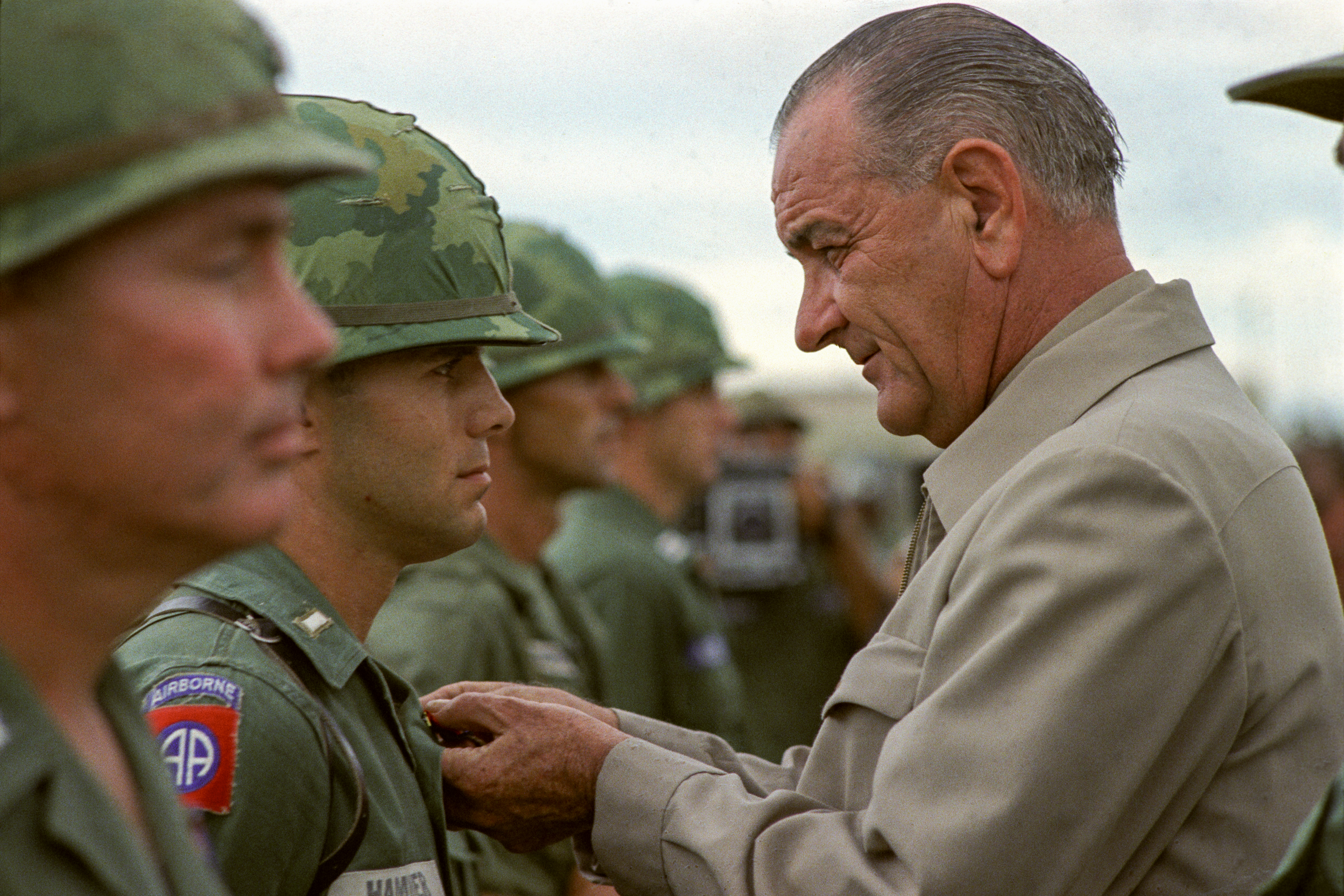
Le président Johnson remet une décoration à un soldat lors d'une visite sur le terrain, en octobre 1966.

À partir du printemps 1966, l'opinion publique et la classe politique américaine commencent à s'impatienter face à la tournure prise par le conflit. Au même moment, Bundy quitte ses fonctions et est remplacé par Walt Whitman Rostow. Dans une déclaration au mois de juin, le sénateur de Géorgie et président de la commission des forces armées Richard Brevard Russell, Jr. estime qu'il est temps « d'en finir ou de partir ». Répondant à la presse par rapport à cette déclaration, le président exposa la situation telle qu'il le pouvait : 
« We are trying to provide the maximum deterrence that we can to communist aggression with a minimum of cost. »
« Nous essayons au maximum de dissuader l'agression communiste avec le minimum de pertes. »
 À la suite de l'intensification des critiques concernant la conduite de la guerre, Johnson commença à suspecter une opération menée par les communistes et se méfia encore davantage de la presse,. De plus, Johnson était irrité par l'attitude du sénateur de l'Arkansas et président de la commission des Affaires étrangères J. William Fulbright qui mena au printemps une série d'auditions pour en apprendre plus sur l'évolution du conflit. Pire, les auditions sont télévisées et diffusées en direct,. Johnson a alors commencé à envisager sérieusement une campagne de bombardement plus ciblée contre les installations pétrolières au Nord Viêt Nam dans l'espoir d'accélérer le cours de la guerre. Ayant l'accord de McNamara, de Rusk et de Humphrey, Johnson ordonna une nouvelle campagne de bombardements à la fin du mois de juin. Un des bombardements toucha la ville de Haïphong et toucha des navires soviétiques approvisionnés en matériel stationnés dans le port,. L'Union soviétique ne réagira que par des protestations et resta en retrait du conflit. En juillet, les résultats des sondages ont indiqué que les Américains favorisaient la campagne de bombardement par une marge de cinq contre un ; cependant, en août, une étude du département de la Défense a indiqué que la campagne de bombardement avait peu d’impact sur le Nord Viêt Nam. Dès avril 1964, les militaires estimaient, contestant l'efficacité du plan de McNamara, que les bombardements n'entameraient pas la détermination du Nord mais surtout que les attaques répétées allaient entraîner une hausse des attentats au Sud. Malheureusement pour le président, McNamara parvint à empêcher que leurs conclusions lui parviennent.
À l’automne 1966, de nombreuses sources ont rapporté que des progrès avaient été réalisés sur le plan logistique et matériel pour le Nord Viêt Nam. Johnson a alors commencé à évoquer l'hypothèse de négociations. Dans le même temps, l'opposition à la guerre continuait de monter. Le philosophe anglais Bertrand Russell n'hésitait pas à parler du conflit comme étant « une guerre de conquête barbare et agressive ». Au mois de juin, il avait d'ailleurs créé un tribunal pour juger les crimes de guerre américains. L'enlisement du conflit rendait de plus en plus improbable toutes négociations avec Hanoi. Pourtant, Johnson nomma au mois d'août l'ancien gouverneur de l'État de New York William Averell Harriman comme « ambassadeur pour la paix » afin de promouvoir des négociations. Le général Westmoreland et McNamara ont préconisé une concertation encadrée pour parvenir à un accord, que Johnson a placé sous contrôle des militaires en octobre. Au même moment, le président rencontra ses alliés dans la région (Australie, Nouvelle-Zélande, Thaïlande, Corée du Sud, Philippines et le Sud Viêt Nam) lors d'une réunion à Manille. Néanmoins, Johnson devenait de plus en plus anxieux face à la tournure prise par le conflit. Dans une conversation avec l'ancien président Eisenhower, il déclara vouloir gagner la guerre au plus vite, mais aussi avoir besoin de toute l'aide nécessaire.
À la fin de l'année, il apparaissait claire que les tentatives de négociations tout comme les campagnes de bombardements étaient inefficaces. 16 % des appelés au cours de l'année sont morts. Johnson accepta alors la proposition d'envoyer 70 000 soldats supplémentaire par rapport aux 400 000 déjà présents, ce qui surpassait déjà l'estimation des militaires de septembre 1964, jugée à 350 000 hommes, soit 10 divisions. McNamara jugea nécessaire de ne pas intensifier les campagnes de bombardements, mais Johnson le déjugea et se rangea à l'avis contraire de la CIA. Le coût total des opérations militaires s'élevait pour 1966 à 20 milliards de dollars. L'accroissement des bombardements commença pendant les premières négociations, restées secrètes, à Hanoi, Saigon et Varsovie. Officiellement, ce sont les bombardements qui ont mis fin à ces négociations, mais les Américains ne jugeaient pas viables les intensions des nord-vietnamiens. Les nord-vietnamiens eux, campent sur leurs positions et exigent le respect de quatre conditions :
- Retrait des troupes américaines
- Souveraineté du Sud Viêt Nam pour décider de son sort
- Neutralité du Sud Viêt Nam
- Réunification du pays à terme

#### 1967

Lyndon B. Johnson en compagnie de Robert McNamara et Dean Rusk lors d'une réunion, le 20 janvier 1967.

En janvier et février 1967, des enquêtes sont menées secrètement pour évaluer la volonté nord-vietnamienne de négocier à nouveau. Cependant, Hanoi adresse une fin de non recevoir à Washington, Hô Chi Minh déclarant même que la seule solution était un retrait total des Américains. En juillet, un sondage de l'institut Gallup indiquait que 52 % des Américains sondés étaient défavorables à la gestion de la guerre par le président, tandis que seuls 34 % d'entre eux estimaient que des progrès avaient été faits. Cette année-là, Johnson devient encore plus nerveux et frustré par la tournure des évènements, d'autant plus que Robert Kennedy prononça un discours remarqué contre la guerre, faisant de lui un candidat potentiel à l'élection présidentielle de 1968. Le président venait pourtant de recevoir différents rapports lui indiquant que des progrès pouvaient être réalisés d'ici l'été. Il menaça alors Kennedy : 
« I'll destroy you and every one of your dove friends in six months. »
« Je vais vous détruire vous et toutes vos blanches colombes d'ici six mois. »
 En mai, McNamara offrit enfin à Johnson une possibilité de désescalade et de fixer les buts de guerre, tout en reprenant l'une des conditions posée par les Nord-Vietnamiens à savoir l'autodétermination du Sud Viêt Nam en obligeant Saigon à organiser des élections d'ici septembre. Cependant, Johnson ne tint pas compte de la proposition du secrétaire à la Défense sur la base de rapports optimistes du Pentagone mais aussi des rapports de la CIA sur la situation au Nord Viêt Nam faisant état d'une baisse morale des troupes et de pénuries à Hanoi.

À l'été 1967, près de 70 000 soldats américains étaient tombés au combat ou blessés. 34 % des appelés au cours de l'année sont morts. La Chine, elle, envoie 170 000 soldats pour aider les communistes. En juillet, Johnson a envoyé McNamara, le général Wheeler (en) et d'autres personnes pour rencontrer le général Westmoreland et évaluer les besoins et les objectifs de guerre. À l'époque, la plupart de la presse et des médias américains décrivaient le conflit comme étant dans une « impasse ». Westmoreland, persuadé qu'une victoire était encore possible, balaya les arguments de la presse, déclarant : 
« We are winning slowly but steadily and the pace can excel if we reinforce our successes. »
« Nous gagnons lentement mais sûrement et l'intensité peut s'accroître si nous renforçons nos succès. »
 Malgré les pressions de Westmoreland, Johnson n'accepta d'envoyer que 55 000 soldats supplémentaires, portant le nombre à 525 000 militaires présents au Viêt Nam. En août, Johnson, avec le soutien des chefs d’état-major, décida d'intensifier et d'étendre les campagnes de bombardement, épargnant seulement Hanoi, Haïphong et une zone tampon à la frontière chinoise. En septembre, Hô Chi Minh et le premier ministre nord vietnamien Phạm Văn Đồng se déclarèrent favorables à une médiation française pour mettre un terme au conflit. Johnson décida alors de stopper les bombardements dans une zone de 10 milles autour de Hanoi. Dans un discours prononcé à San Antonio, Johnson annonça sa décision de suspendre les bombardements en échange d'une reprise des négociations et de l'engagement que le Nord Viêt Nam ne profiterait pas de l'accalmie des bombardements pour se renforcer. Malgré l'absence de réponse, Johnson n'autorisa pas de nouveaux bombardements et chercha les moyens de parvenir à des négociations.
Le 23 juin 1967, Johnson se rend à Los Angeles pour une collecte de fonds pour le Parti démocrate. Des milliers de manifestants contre la guerre l'attendaient à l'hôtel où devait se dérouler la collecte et tentèrent de perturber le discours qu'il devait y tenir. Cependant, quelques dizaines de manifestants du Progressive Labor Party (d'obédience communiste) et des Students for a Democratic Society sont parvenus à se placer en tête de cortège. Un sit-in fut organisé lors de l'arrivée du cortège devant l'hôtel, mais les nombreux officiers de police présents sur place ordonnèrent à la foule de se disperser. 51 personnes sont arrêtés lors de la manifestation. C'était alors l'un des premiers rassemblements d'ampleur contre la guerre, que ce soit à Los Angeles ou dans le pays.
En octobre, avec des manifestations publiques toujours plus nombreuses contre la guerre, Johnson a ordonné à la CIA et au FBI d'enquêter, de surveiller et d'espionner les manifestants anti-guerre. Le 21 octobre, une manifestation devant le Pentagone rassembla près de 100 000 manifestants. Johnson et Rusk étaient convaincus que la manifestation avait été infiltrée par les communistes, ce que réfuta la CIA dans son rapport. En décembre 1967, 485 000 soldats sont présents au Viêt Nam,. Agacé par McNamara qu'il juge de plus en plus défaitiste, il propose sa candidature à la tête de la Banque mondiale au mois de novembre.

#### 1968
Le 30 janvier 1968, les forces du Viêt-Cong et du Nord Viêt Nam lancent l'offensive du Têt, jour de la nouvelle année pour les vietnamiens, profitant d'une trêve que les Américains et les Sud-Vietnamiens respectaient ce jour-là, pour attaquer les cinq principales villes du Sud Viêt Nam ainsi que l'ambassade américaine à Saigon, mais aussi de nombreuses localités. Le Viêt-Cong incite le Sud à la rébellion. Si l'opération est un échec militaire, les conséquences psychologiques sont considérables. Côté américain, le bilan est de 1 500 morts et de 7 000 blessés. À partir de là, l'opinion américaine devient encore plus opposée à la poursuite de la guerre. Le journaliste de CBS News Walter Cronkite, qui couvrait le conflit sur place et qui fut nommé « personne la plus fiable » en février, ouvrit son journal par la phrase « Oubliez la victoire ». Visionnant la séquence en direct, Johnson déclara : 
« If I've lost Cronkite, I've lost middle America. »
« Si j'ai perdu Cronkite, j'ai perdu l'Américain moyen. »
 Une fois encore, le président voit juste. En février 1968, seulement 26 % des Américains interrogés continuent de soutenir l'intervention militaire au Viêt Nam, tandis que 63 % d'entre eux s'y opposent. Le mois suivant, 78 % des Américains interrogés estiment que le pays s'enlise au Viêt Nam. Malgré cela, Johnson consent à envoyer 22 000 soldats supplémentaires au combat, même si les chefs d'état-major en réclamaient dix fois plus. À partir du mois de mars, Johnson ne cherchait plus qu'une issue honorable à la guerre. Son nouveau secrétaire à la Défense Clark Clifford compara d'ailleurs la guerre à un « perdant » et était favorable à une désescalade. Le 31 mars, il fait le point sur la situation au Viêt Nam et annonce son retrait de l'élection présidentielle. Il déclara notamment : 

« Notre objectif n'a jamais été l'annihilation de l'ennemi. Il a été de persuader Hanoi que son objectif — s'emparer du Sud par la force — ne pourrait être réalisé. »

 Il décide de restreindre les bombardements à 25 % du territoire nord-vietnamien, car seule une minorité de la population y vivait. Après deux mois de discussions, c'est Paris qui est choisie pour accueillir les négociateurs pour tenter de négocier la fin conflit. Cependant, les négociations n'aboutissent pas et Johnson ordonne la reprise des bombardements au mois d'août.

Alors que les pertes s’accumulent et que les espoirs de victoire s'évaporaient, la popularité du président continuait de chuter. Les étudiants et les militants anti-guerre continuèrent les manifestations, certains brûlant leur carte d'enrôlement et d'autres brandissant des pancartes avec des slogans hostiles. Dans les cortèges, une chanson devint l'hymne anti-guerre : 
« Hey, hey, LBJ, how many kids did you kill today? »
« Hey, hey, LBJ, combien d'enfants as-tu tués aujourd'hui ?. »
 Lucy, l'une des filles du président, fut traumatisée par la chanson. La tension était telle, notamment pendant les émeutes de Chicago que le Secret Service empêcha Johnson de se rendre à la Convention démocrate qui se tenait dans la ville.
En octobre, alors qu'un accord était enfin intervenu, Richard Nixon joua de son influence auprès de Sud-Vietnamiens pour faire capoter les négociations, leur promettant des conditions bien plus avantageuses en cas d'élection. Johnson en fut informé grâce aux informations de la CIA, mais décida de ne pas intervenir avant les élections. Après la victoire de Nixon, il tenta à nouveau de convaincre Saigon de revenir à la table des négociations, sans succès. Ainsi, jusqu'à l'investiture de Nixon, les négociations ont principalement porté sur des questions de procédure. Le nombre de soldats engagé passe à 536 000 hommes.

### Nominations judiciaires
Johnson a nommé deux juges à la Cour suprême : Abe Fortas en 1965 et Thurgood Marshall en 1967. Johnson a anticipé les contestations judiciaires de ses mesures législatives en 1965 et a pensé qu’il serait avantageux d'avoir une « taupe » à la Cour suprême pour lui fournir des informations privilégiées, comme il a pu obtenir du pouvoir législatif. Johnson pensait en particulier que Fortas serait le bon profil. À la mort d'Adlai Stevenson, ancien candidat démocrate à la présidence et ambassadeur des États-Unis aux Nations unies, le juge Arthur Goldberg accepta la proposition de Johnson de lui succéder. Fortas accepta le poste à la Cour suprême malgré le désaccord de son épouse qui estimait que cette nomination arrivait trop tôt dans sa carrière professionnelle. D'ailleurs, elle exprima personnellement son mécontentement au président à la suite de cela. Johnson songea ensuite à nommer Fortas juge en chef après l'annonce de la démission d'Earl Warren et de remplacer Fortas par Homer Thornberry (en). Cependant, la nomination de Fortas comme juge en chef fut refusée par le Sénat et aucun des deux ne fut confirmé.

### Primaires présidentielles démocrates de 1968

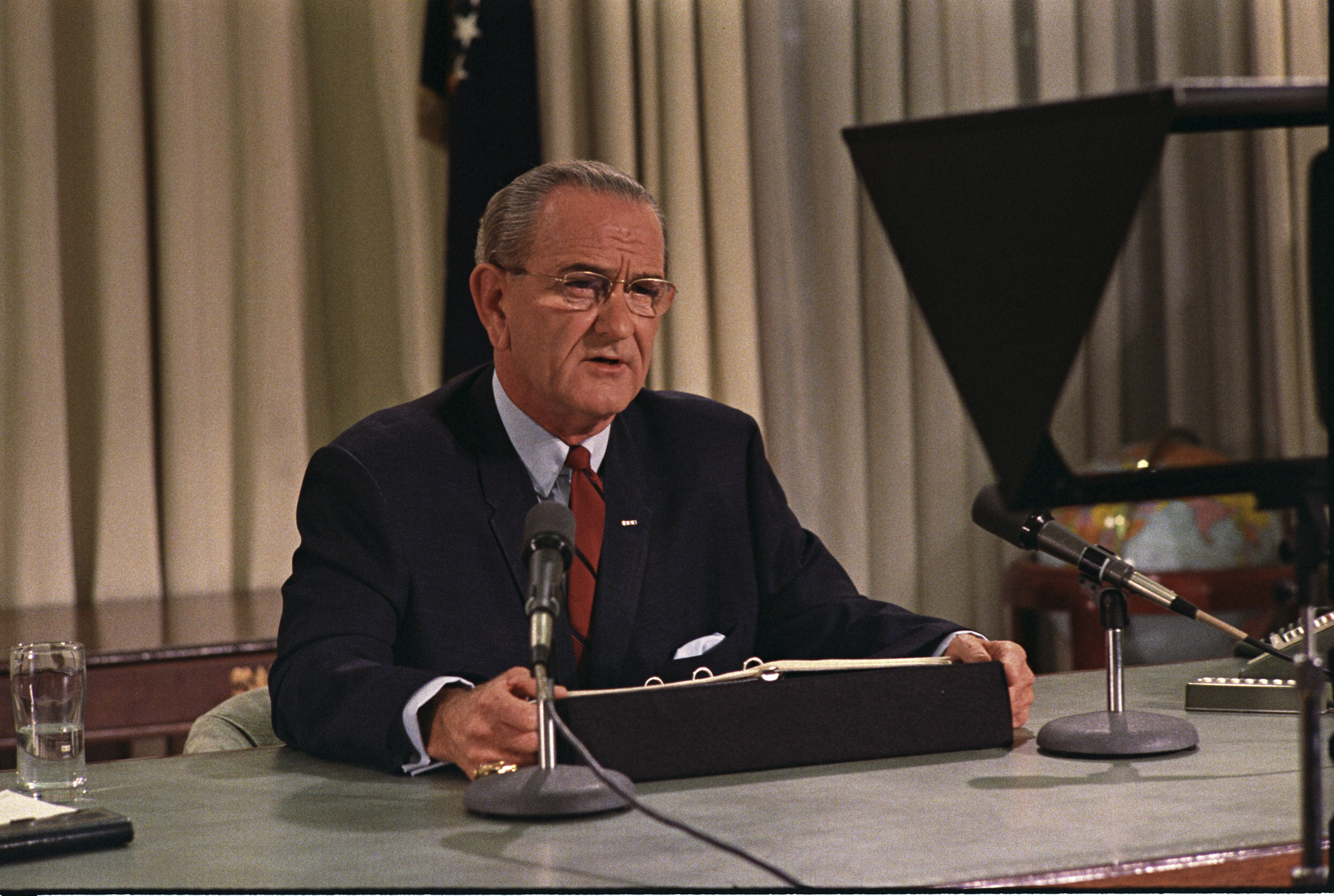
Lyndon B. Johnson annonçant le retrait de sa candidature à un troisième mandat, le 31 mars 1968.

Ayant accompli moins de la moitié du mandat du président Kennedy, Lyndon B. Johnson peut briguer un second mandat complet en vertu du vingt-deuxième amendement de la Constitution des États-Unis.
Initialement, aucun candidat au sein du Parti démocrate ne semble disposé à lui disputer de façon sérieuse l'investiture. Seul le sénateur du Minnesota Eugene McCarthy l'affronte au début des primaires, en tant que candidat anti-guerre. Mais lors de la primaire du New Hampshire, Johnson ne devance McCarthy que de sept points (49 % des voix contre 42 %) et se voit devancé en nombre de délégués remportés. Quatre jours après la primaire, un autre concurrent de poids, Robert Francis Kennedy, annonce son entrée dans la course présidentielle pour la prochaine primaire dans le Wisconsin. Voyant la candidature du cadet Kennedy comme un affront et préoccupé par la tournure des évènements au Vietnam, le président ne quitte pas la Maison-Blanche pour faire campagne.

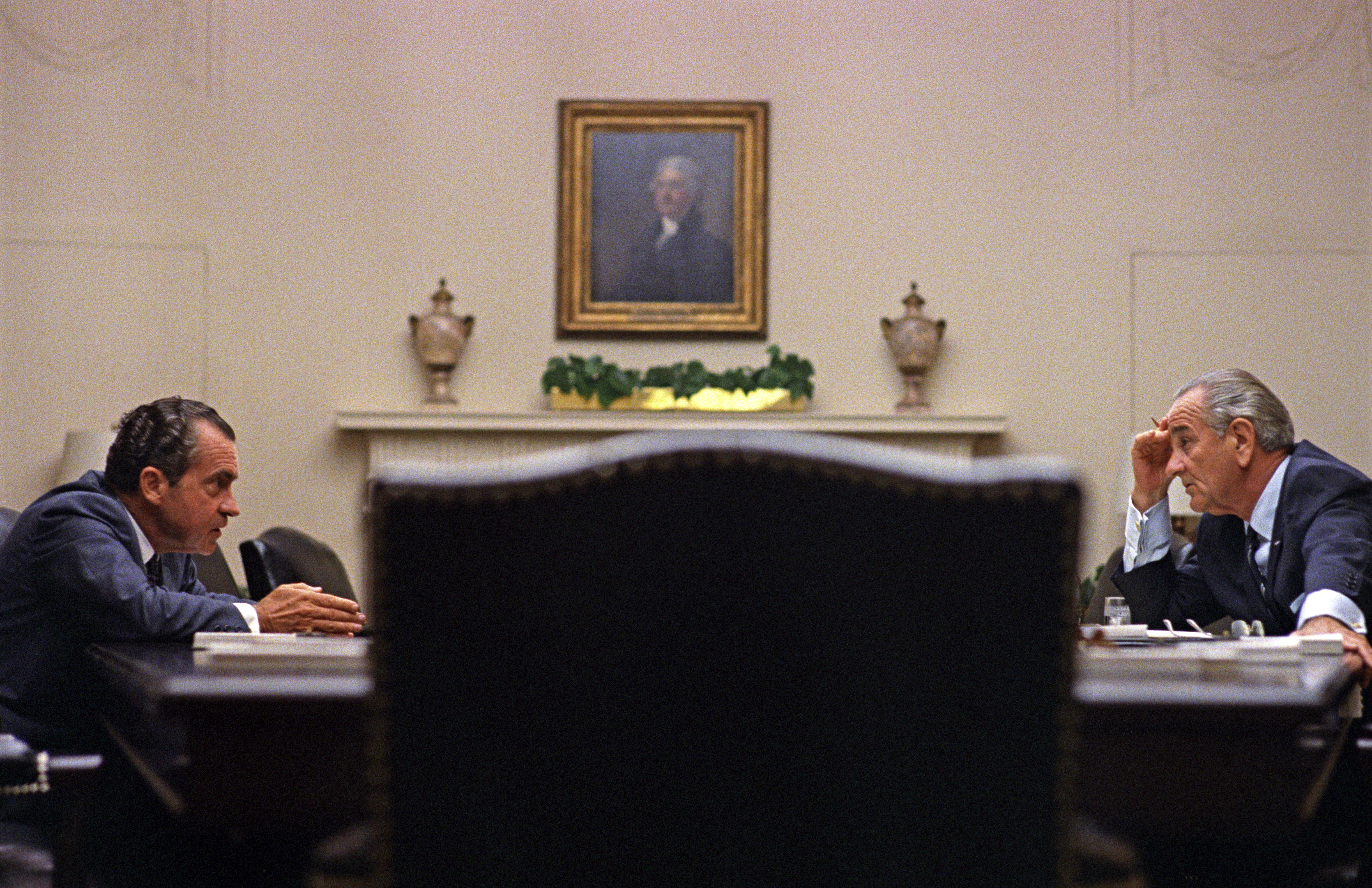
Lyndon B. Johnson et Richard Nixon lors d'un entretien à la Maison-Blanche, le 26 juillet 1968.

Le Parti démocrate est alors divisé en quatre factions : une première favorable à Johnson, avec les barons locaux et syndicats et tenue par le maire de Chicago Richard Daley ; une deuxième favorable à McCarthy, soutenue par les étudiants ; une troisième favorable à Kennedy, notamment les minorités ; enfin, un quatrième regroupe tous les sudistes blancs qui se sont reportés sur George Wallace, ancien gouverneur de l'Alabama et candidat tiers parti pour l'American Independent Party. Face à ces divisions, que le conflit vietnamien a accentuées, Johnson ne pense pas pouvoir réunifier le parti et gagner la guerre avant la fin du cycle électoral. Il est donné à seulement 12 % d'intentions de vote à la primaire du Wisconsin, mais également à présent battu lors de l'élection présidentielle aussi bien par Nelson Rockefeller que Richard Nixon,.
Du fait d'un état de santé déclinant, il craint également de ne pas finir un éventuel nouveau mandat : en 1967, il demanda une étude actuarielle qui prédit avec précision qu’il mourra à 64 ans. Finalement, après avoir songé à annoncer son retrait lors de son discours sur l'état de l'Union au début de l'année 1968, Johnson crée la surprise en le faisant le 31 mars 1968, à la fin d'un discours sur le Vietnam (il fait part de son intention de relancer le processus de négociations pour mettre un terme à la guerre et d'interrompre les bombardements).
Après l'assassinat de Robert Kennedy, Johnson parvient à rallier les barons locaux et les syndicats pour désigner Hubert Humphrey comme candidat à la présidence lors de la convention démocrate de Chicago, particulièrement mouvementée. Plusieurs correspondances avec des élus républicains font suggérer qu'il soutenait Nelson Rockefeller pour obtenir la nomination républicaine. Il aurait même déclaré qu'il ne ferait pas campagne contre lui s'il était le candidat du parti (et donc ne ferait pas campagne pour Humphrey). Une semaine avant l'Election Day, Johnson annonce la fin des bombardements sur le Nord Vietnam et la relance des négociations à Paris avec Hanoi. La candidature de Wallace empêche tous les démocrates de se rallier à Humphrey, contribuant à la victoire de Richard Nixon le 5 novembre 1968.

## Retraite et mort

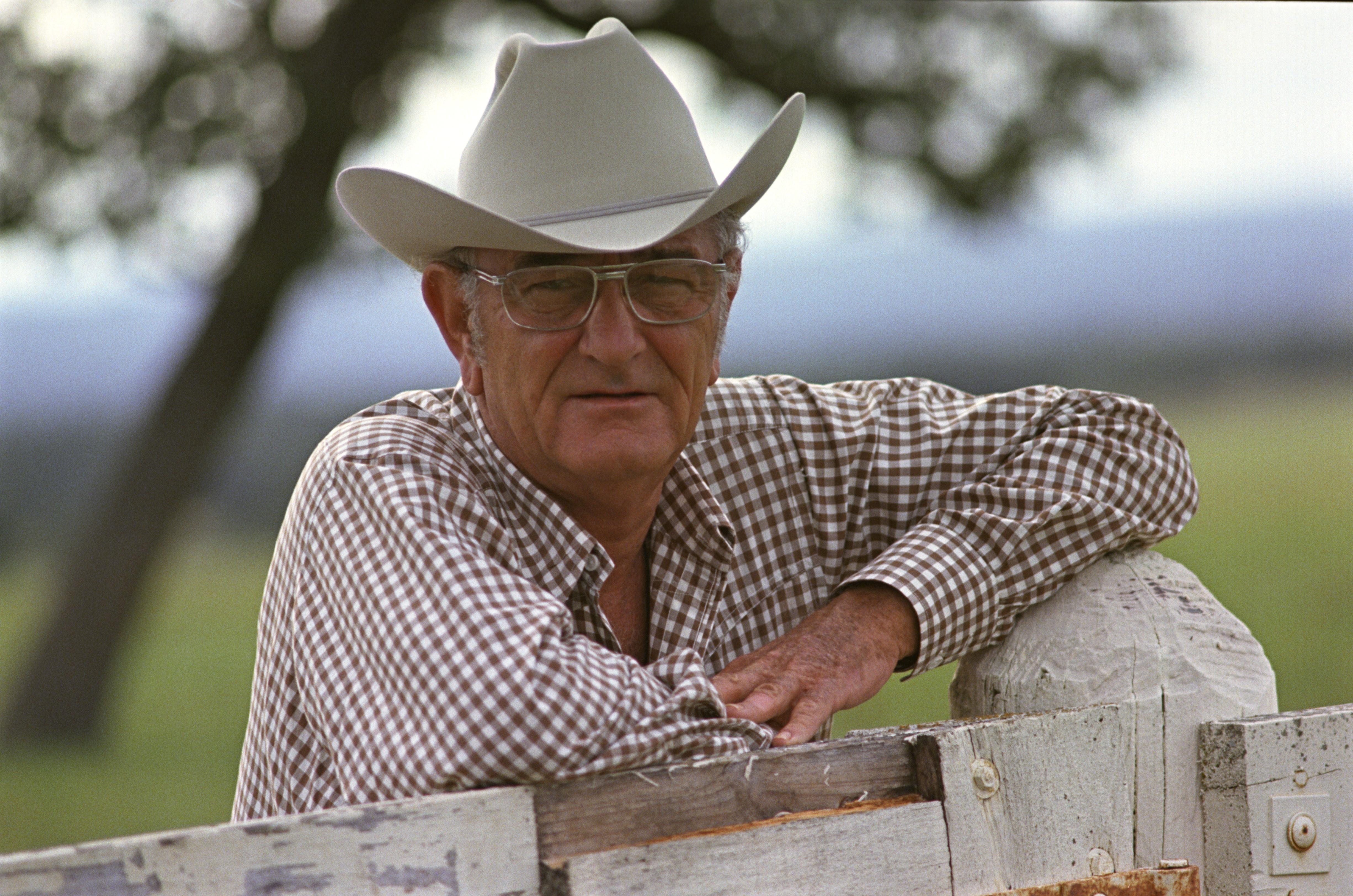
Lyndon B. Johnson photographié dans son ranch en août 1972.

À la fin de son mandat en 1969, Johnson se retire dans son ranch de Johnson City au Texas. Il lui faut un an pour surmonter la fatigue accumulée par son engagement politique, notamment l'année 1968, et il connaît une nouvelle dépression. Cependant, l'ancien président se désintéresse totalement de son état de santé, se remettant à fumer — il n'avait pas fumé depuis sa crise cardiaque en 1955 — mais aussi à boire et manger abondamment. Il fait une nouvelle crise cardiaque en mars 1970, qui entraîne un contrôle strict de sa consommation. Il consacre sa retraite à quatre tâches : édifier sa bibliothèque présidentielle ; créer un institut d'études politiques portant son nom ; écrire ses mémoires ; s'occuper du ranch pour que sa famille puisse y vivre sans restrictions.
La Lyndon Baines Johnson Library and Museum est inaugurée le 22 mai 1971 en présence du président Nixon, de l'ancien juge Warren, de l'ancien vice-président Humphrey, du juge Marshall ainsi que de nombreux autres invités. Elle regroupe toutes les archives de sa présidence. Les premiers séminaires s'y tiennent dès l'année suivante. Cependant, l'ancien président n'est guère satisfait de la façon dont fonctionne l'Institut Johnson, dont la direction scientifique a été nommée sans son accord. Ses mémoires, qui devaient au départ être autobiographiques, ne furent finalement consacrées qu'à la période de sa présidence à la suite de multiples désaccords avec l'équipe chargée de l'aider à les rédiger. Finalement, Johnson consacre beaucoup plus de temps à gérer les activités agricoles autour du ranch.

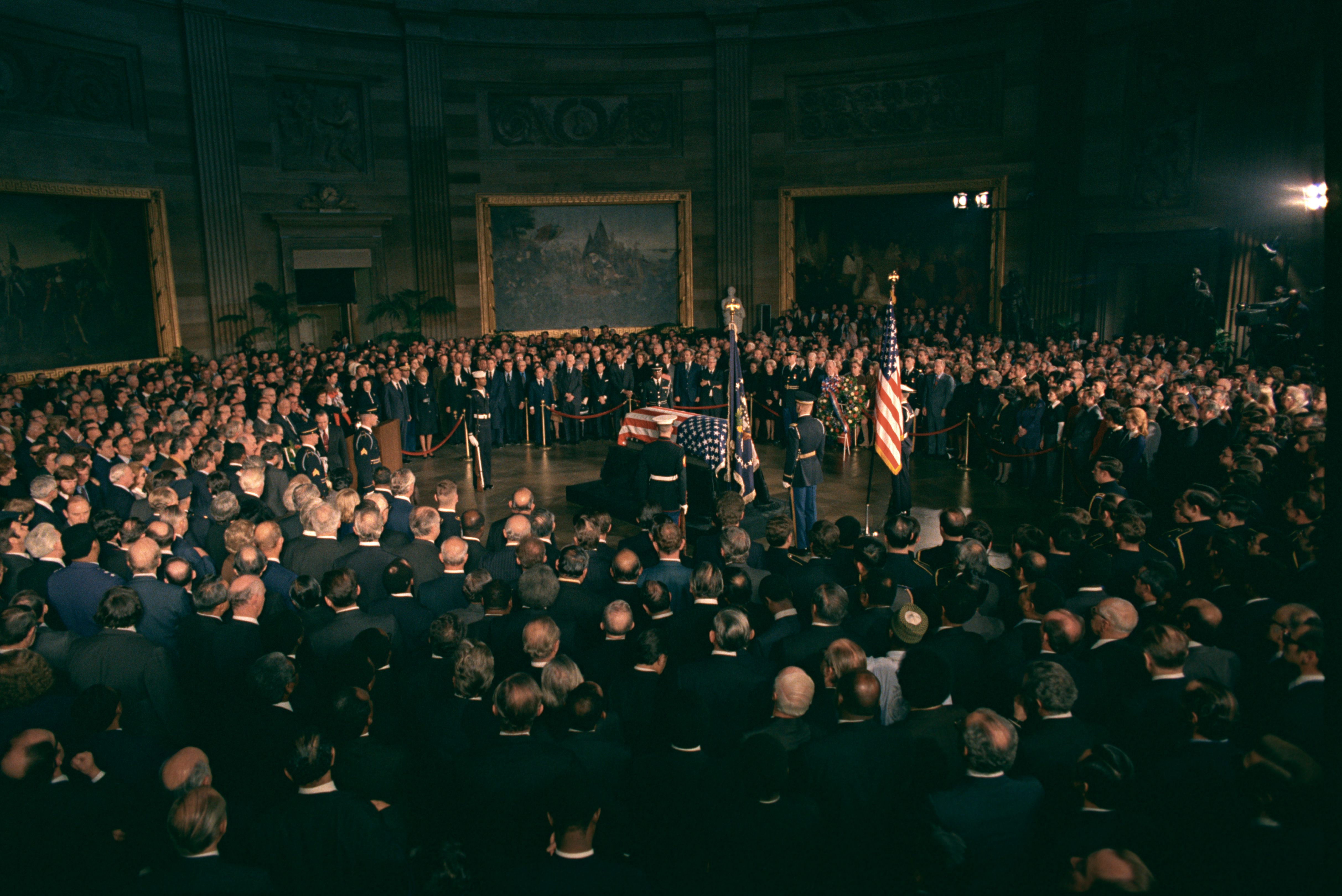
Cercueil de Johnson placé sous la rotonde du Capitole.

Sa première apparition publique post-présidence a lieu à Cap Canaveral où il assiste au lancement de la mission Apollo 11. Il effectue également une apparition en Californie où une forêt de séquoias est dédiée à son épouse. Il entretient de bonnes relations avec Nixon qui le tient informé de l'évolution de la situation au Viêt Nam mais aussi de certains projets de loi.
Lors de l'élection présidentielle de 1972, Johnson apporte avec beaucoup de réserves son soutien au candidat démocrate George McGovern, alors sénateur du Dakota du Sud. Il le reçoit dans son ranch pendant la campagne mais ne se rend pas à la convention du parti à Miami. Il déclarait à propos du programme de McGovern que « les démocrates ne devaient pas aller trop à gauche » s'ils souhaitaient battre Nixon.  Des intermédiaires suggèrent même à l'ancien président de voter pour Richard Nixon, mais il s'y refusa. La révélation du scandale du Watergate faillit mettre Johnson en difficulté sur la question des écoutes illégales de 1968, mais Nixon renonça à sa stratégie quand il apprit que son prédécesseur pouvait lui nuire encore davantage. Johnson est également déçu d'apprendre que son ancien protégé John Bowden Connally a rejoint l'administration Nixon et qu'il était l'un des principaux meneurs des « démocrates pour Nixon », un groupe de dissidents favorables au président sortant. Ses relations avec Hubert Humphrey deviennent également plus distantes après la présidence.

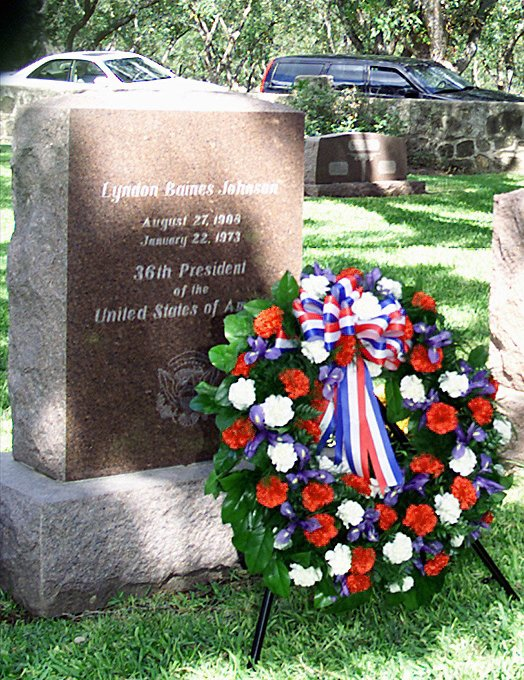
Une couronne du souvenir sur la tombe du Président Johnson au Texas.

En juin 1972, il est victime d'une autre crise cardiaque alors qu'il se trouve chez sa fille Luci à Charlottesville en Virginie. Il passe quinze jours à l'hôpital au Texas et en ressort transformé. L'ancien président est affaibli, ne boit ni ne fume plus, ne conduit presque plus sa voiture et doit même avoir recours à une bouteille d'oxygène certains soirs. Les apparitions publiques deviennent de plus en plus éprouvantes et son état se dégrade. Le 12 janvier 1973, il accorde une ultime interview à Walter Cronkite. Le 22 janvier, le surlendemain de la seconde inauguration de son successeur Nixon, il est victime d'une nouvelle crise cardiaque dans son bureau. Les hommes du Secret Service sont alors trop loin pour réagir et le sauver. Johnson décède à 15 h 39.
Il est honoré par des obsèques nationales au cours desquelles le représentant du Texas James Jarrell Pickle et l'ancien secrétaire d'État Dean Rusk font un éloge funèbre dans l'enceinte du Capitole. Les funérailles ont lieu le 25 janvier à la National City Christian Church (en) à Washington, lieu qu'il avait souvent fréquenté en tant que président. Le service funéraire est présidé, comme de coutume lors de funérailles nationales, par le président en titre Richard Nixon, en présence de dignitaires étrangers tels que l'ancien Premier ministre japonais Eisaku Satō, qui a servi durant la présidence de Johnson. L'éloge est prononcé par le révérend George Davis, pasteur de l'église, et W. Marvin Watson, ancien ministre des Postes. Nixon ne prend pas la parole.
Johnson est enterré dans le Johnson Family Cemetery (qui peut être vu aujourd'hui par les visiteurs dans le Lyndon B. Johnson National Historical Park à Stonewalln au Texas), à quelques pas de la Reconstructed Birthplace, reconstruction de sa maison natale. John Bowden Connally prononce l'éloge funèbre et le général William Westmoreland représente le gouvernement fédéral.

## Personnalité et image publique
Johnson était souvent considéré comme une figure ambitieuse, infatigable et imposante qui réussissait impitoyablement à faire adopter des lois. Il travaillait de 18 à 20 heures par jour sans pause et n’avait pas de loisirs. Son biographe Robert Dallek écrivit la chose suivante à propos de Johnson : « Il n'y a pas eu de chef de majorité au Sénat aussi puissant dans l'histoire américaine ». Il souligne également que Johnson avait des fiches de renseignements sur tous les sénateurs, savait quelles étaient leurs ambitions, leurs espoirs et leurs goûts et qu'il les a utilisées à son avantage pour obtenir des votes. En tant que président, Johnson a opposé son veto à 30 projets de loi. Aucun autre président dans l'histoire n’a opposé son veto à autant de projets de loi et jamais un seul n’a été rejeté par le Congrès. Mesurant 1,91 mètre,, Johnson pouvait utiliser sa grande taille comme moyen de persuasion auprès de ses interlocuteurs, ce que certains appellent le « traitement Johnson ». L'historienne Lisa Jardine écrit d'ailleurs à ce propos : 
« It was an incredible blend of badgering, cajolery, reminders of past favors, promises of future favors, predictions of gloom if something doesn't happen. When that man started to work on you, all of a sudden, you just felt that you were standing under a waterfall and the stuff was pouring on you. »
« C'était un mélange incroyable de harcèlement, de cajolerie, de rappels de faveurs passées, de promesses de faveurs futures, de prédictions sombres si quelque chose ne se produit pas. Quand cet homme a commencé à travailler sur vous, tout d'un coup, vous avez senti que vous étiez debout sous une chute d'eau et que les choses se déversaient sur vous. »
 Son biographe Jacques Portes dresse davantage un portrait de l'homme politique : 
«  Lyndon B. Johnson a été par bien des côtés un prototype du politicien moderne, sans conviction claire, n'obéissant à aucune idéologie, très attentif aux enquêtes d'opinion, si changeantes et contradictoires qu'elles puissent être. Il a ainsi adopté des postures conservatrices ou « libérales », emprunté des dispositions aux républicains si elles lui paraissaient adéquates, quand il ne faisait pas voter ces derniers en faveur de ses projets de loi.  »
 Il estime que le bilan de Johnson est largement réévalué depuis le début du XXIe siècle, notamment en matière de politique étrangère, et qu'il reste le président ayant le plus fait sur le plan social après Franklin D. Roosevelt.

## Hommages

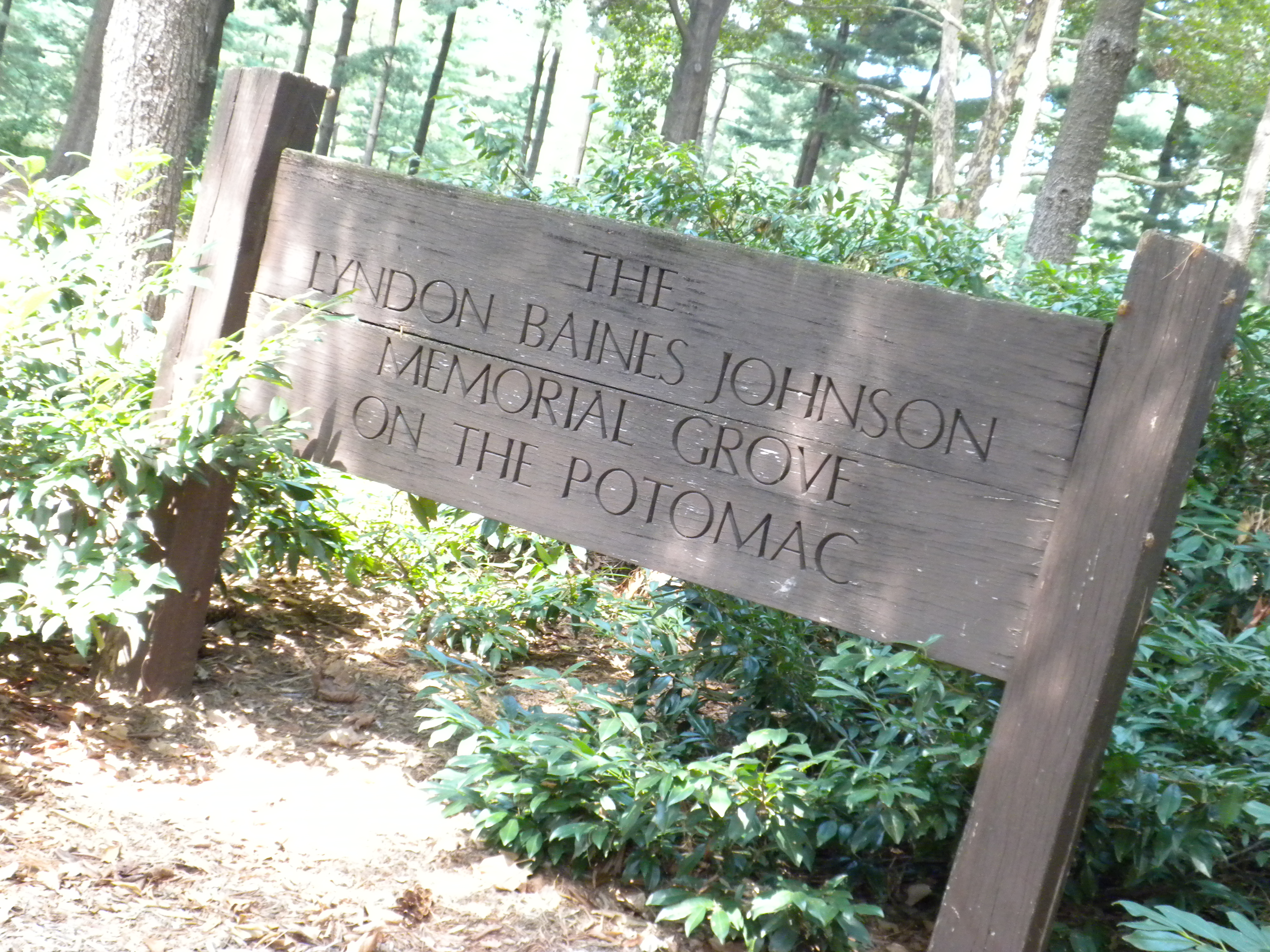
Entrée du '

Le Centre de contrôle des vols spatiaux habités de Houston, au Texas, fut renommé Centre spatial Lyndon B. Johnson en 1973. Le Texas a décrété le 27 août jour férié pour célébrer l'anniversaire de Johnson, sous le nom de Lyndon Baines Johnson Day (en). Le Lyndon Baines Johnson Memorial Grove on the Potomac (en) a été inauguré le 27 septembre 1974. L'école Lyndon B. Johnson School of Public Affairs (en) a reçu son nom en son honneur, tout comme le Lyndon B. Johnson National Grassland (en).
L'autoroute 635 (Interstate 635) à Dallas se nomme la Lyndon B. Johnson Freeway ainsi que la piste d'atterrissage 17R/35L de l'Aéroport international Austin-Bergstrom.
En 1980, Johnson a reçu à titre posthume la médaille présidentielle de la Liberté. Le 3 mars 2007, le président George W. Bush signe la loi donnant le nom de Lyndon Baines Johnson au siège du département de l'Éducation des États-Unis. 2008 a été l'année de célébration du centenaire de Johnson au Texas et à Washington.
Le 4 avril 2012 débute la construction du 3e destroyer de la classe Zumwalt baptisé le 16 avril USS Lyndon B. Johnson (DDG-1002) inauguré en 2019 en présence de ses filles.

## Publications
- Ma vie de président [« The Vantage point, perspectives of the presidency, 1963-1969 »], Paris, Buchet/Chastel, 1972Les mémoires, dont la réception fut mitigée, ont majoritairement été écrites par les plumes Harry J. Middleton (en), Bob Hardesty (en) et l'assistante Doris Kearns Goodwin[293],[294].

La documentation de la présidence Johnson est conservée au musée et à la bibliothèque homonyme à Austin.

## Dans les arts et la culture populaire

### Filmographie

#### Cinéma
- 1983 : L'Étoffe des héros de Philip Kaufman, interprété par Donald Moffat
- 1993 : Forrest Gump de Robert Zemeckis, où le président apparaît aux côtés de Tom Hanks par la technique d'incrustation d'images.
- 2013 : Le Majordome de Lee Daniels, interprété par Liev Schreiber
- 2014 : Selma d'Ava DuVernay, interprété par Tom Wilkinson
- 2016 : L. B. Johnson, après Kennedy de Rob Reiner, interprété par Woody Harrelson
- 2016 : Jackie de Pablo Larraín, interprété par John Carroll Lynch

#### Télévision

##### Téléfilm
- 2002 : Sur le chemin de la guerre de John Frankenheimer.
- 2016 : All the Way de Jay Roach, interprété par Bryan Cranston

##### Série
- 2018 : Legends of Tomorrow, interprété par Peter Hall
- 2019 : The Crown, interprété par Clancy Brown

## Décorations
- Médaille présidentielle de la Liberté le 9 juin 1980 (à titre posthume)[295]